# Liste Münchner Straßennamen/K

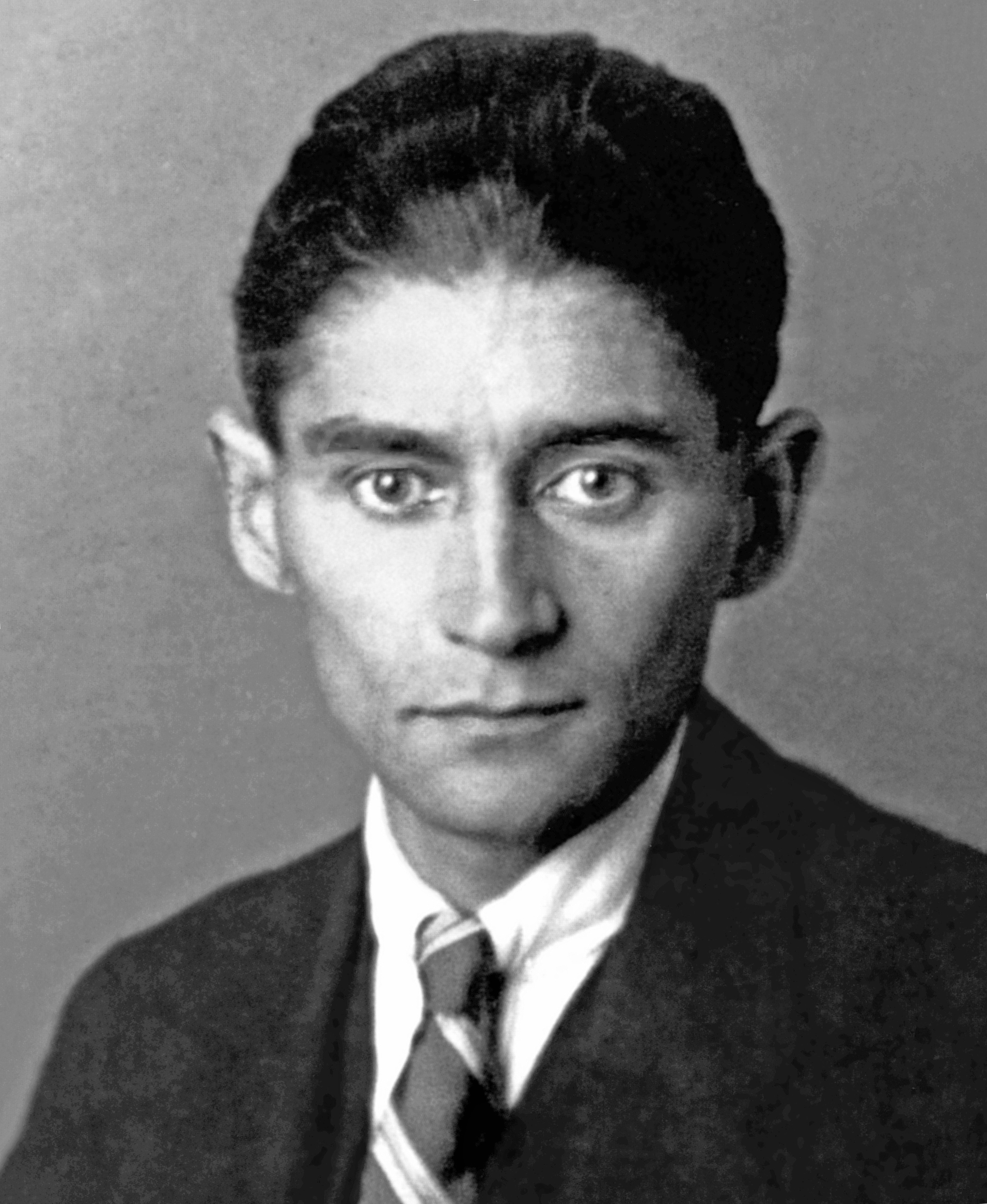
Franz Kafka, 1923

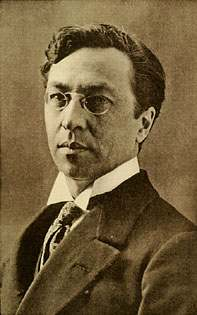
Wassily Kandinsky, um 1913

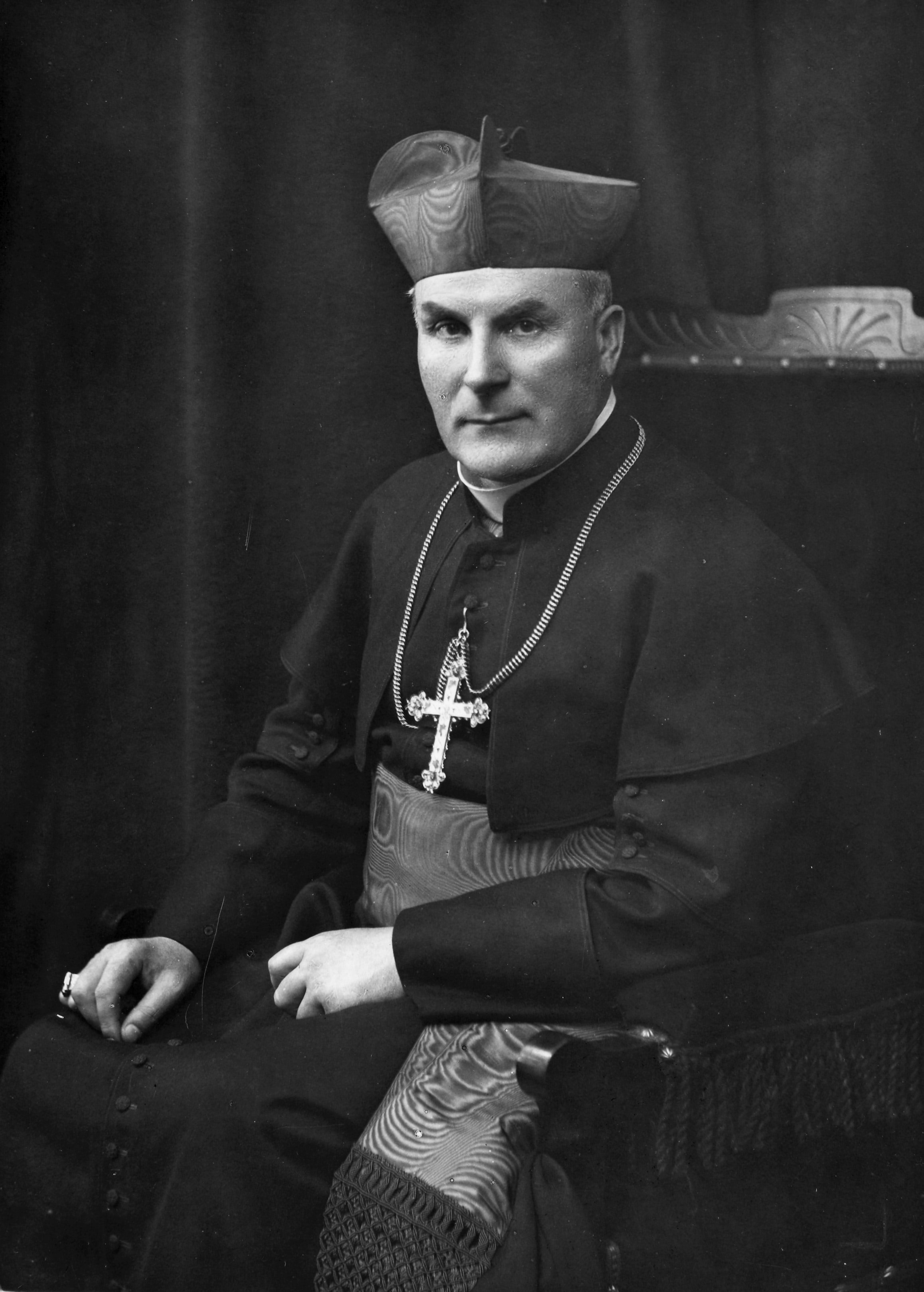
Michael von Faulhaber (um 1936)

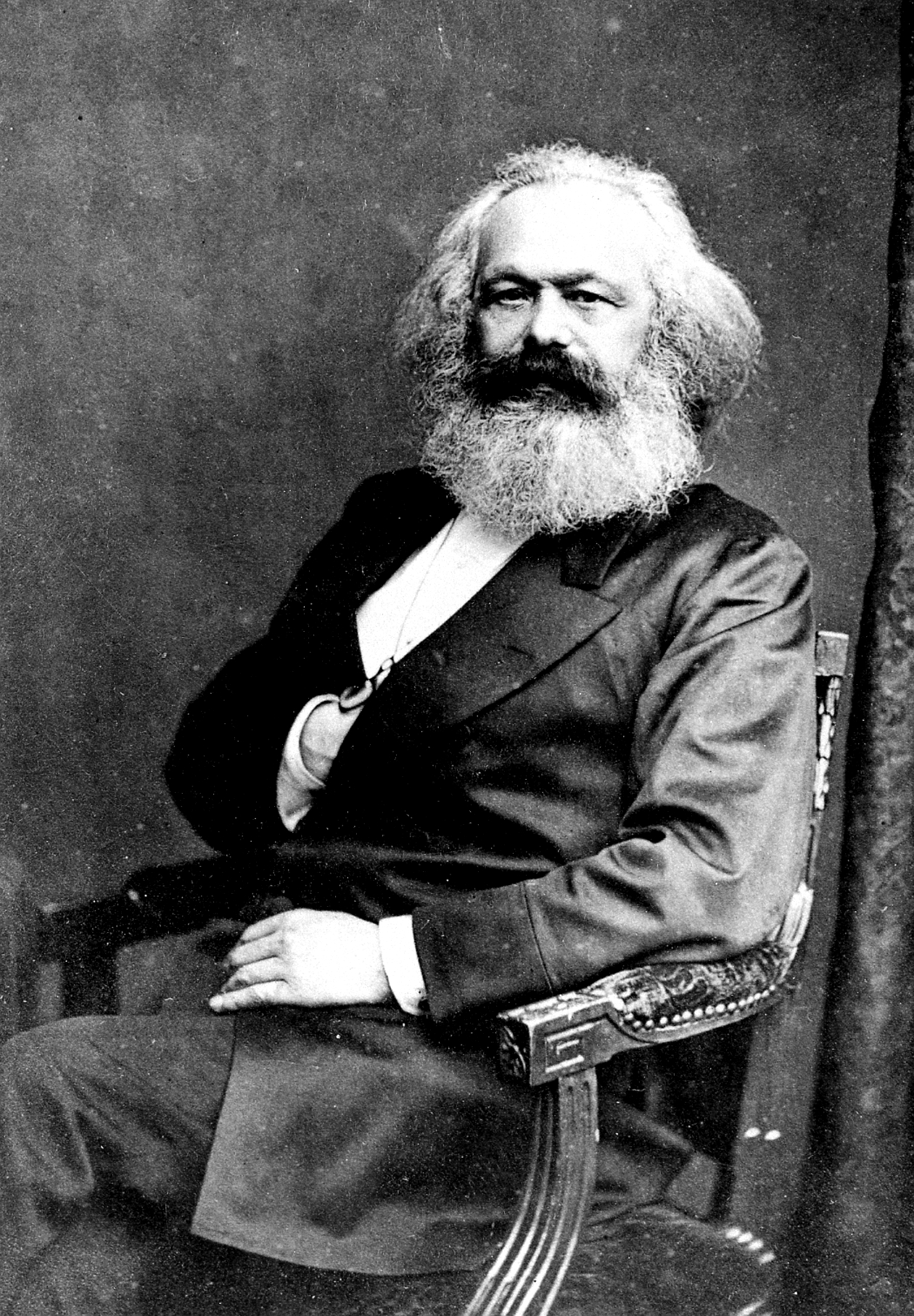
Karl Marx, 1875

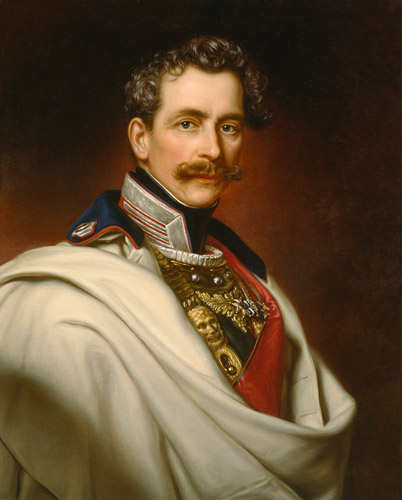
Prinz Karl von Bayern, Ölportrait von Joseph Bernhardt (1855)

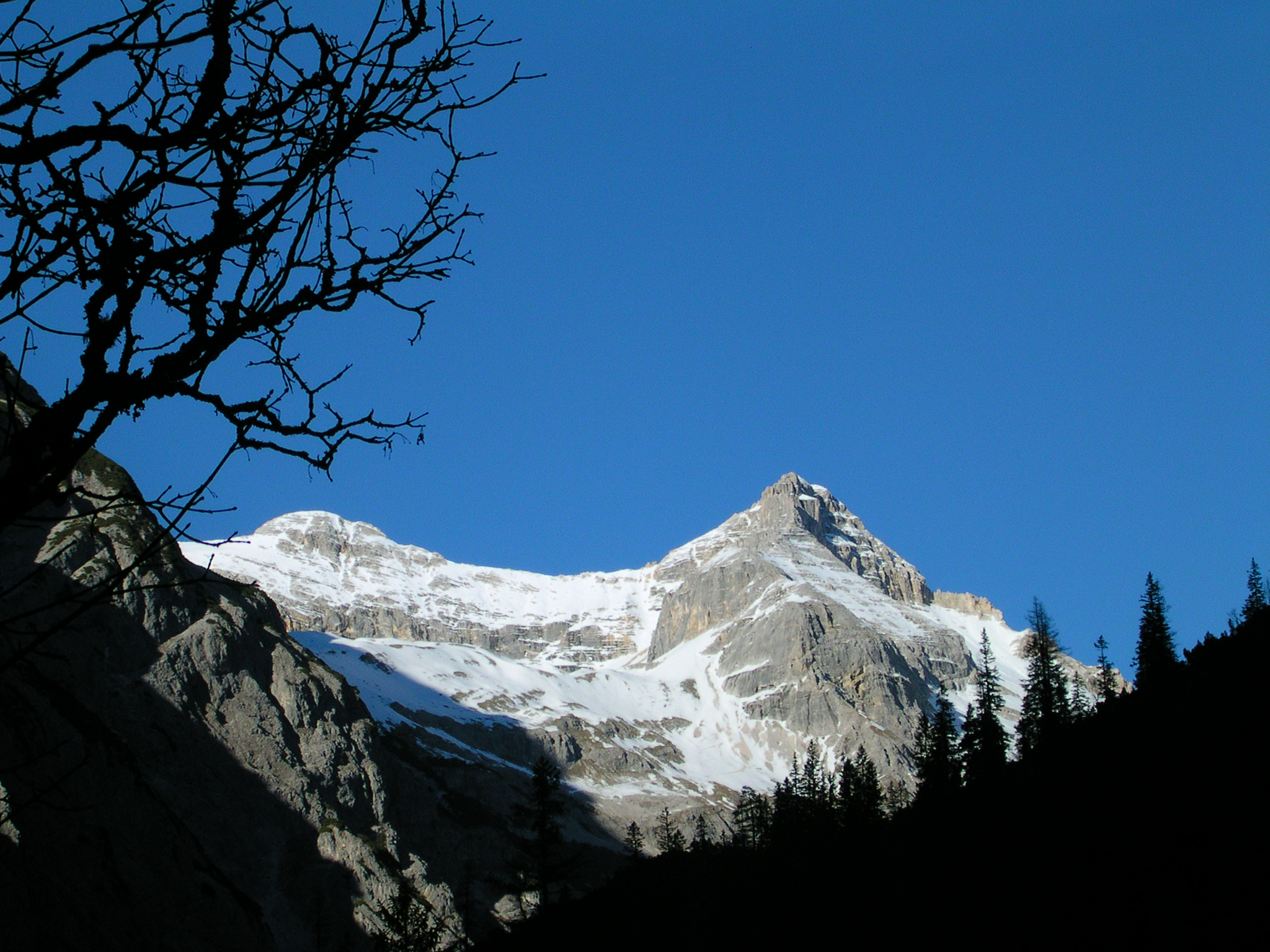
Birkkarspitze im Karwendelgebirge

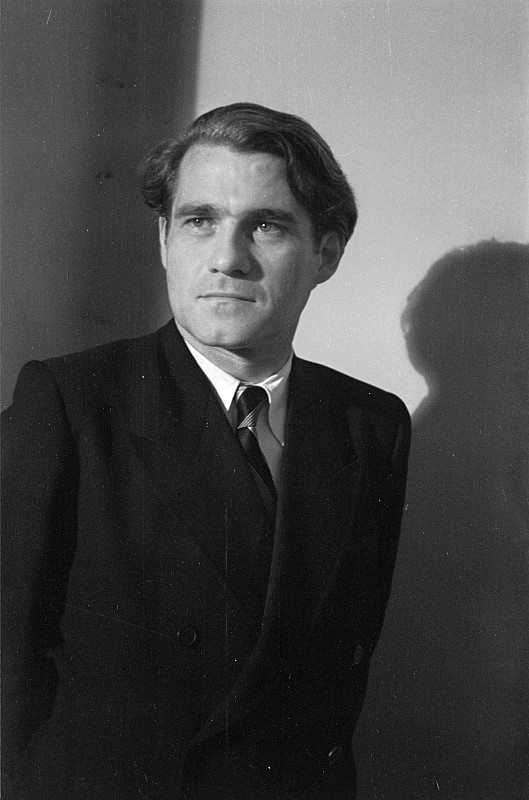
Joseph Keilberth

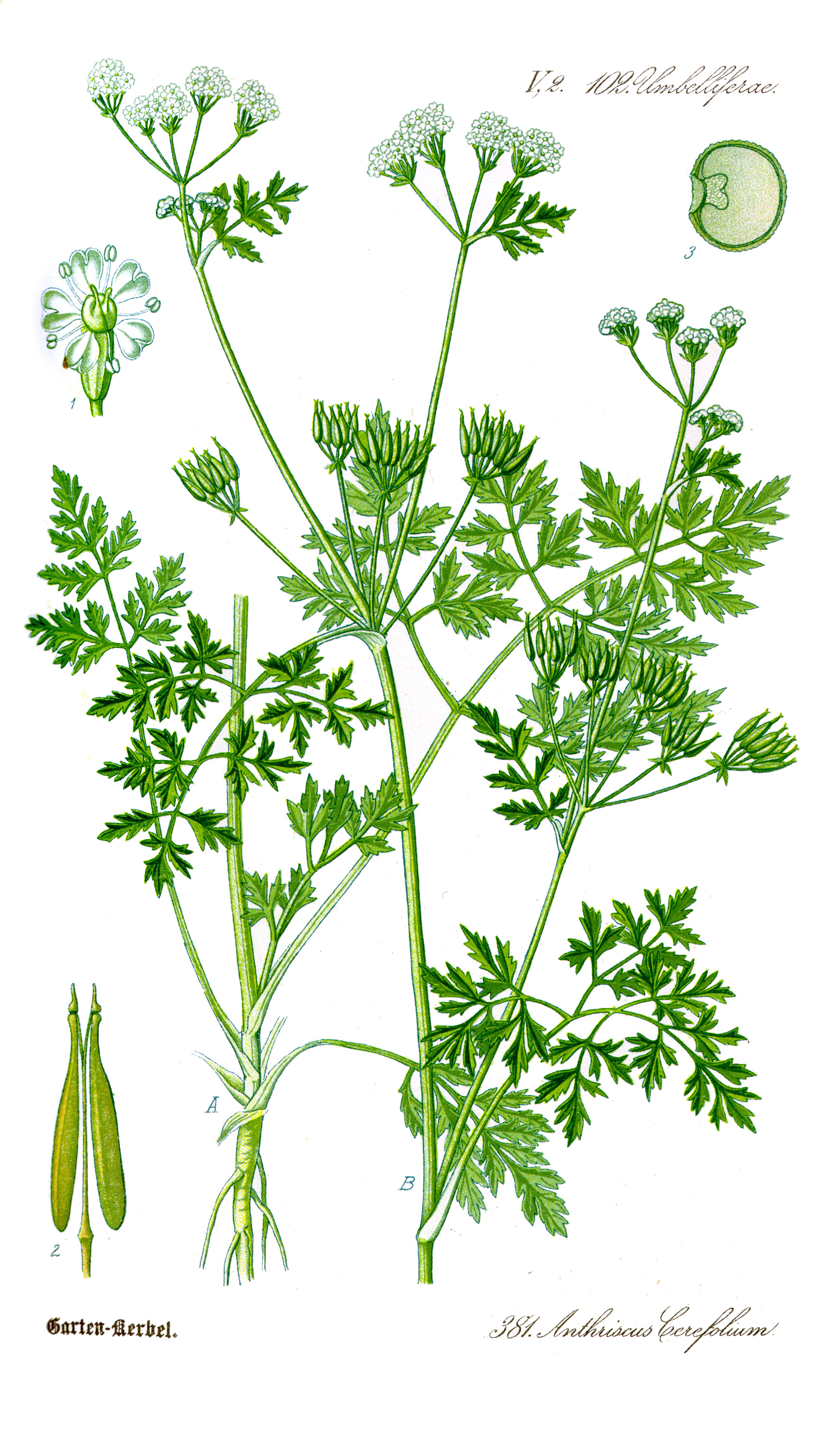
Echter Kerbel Anthriscus cerefolium

Frank Kirchbach

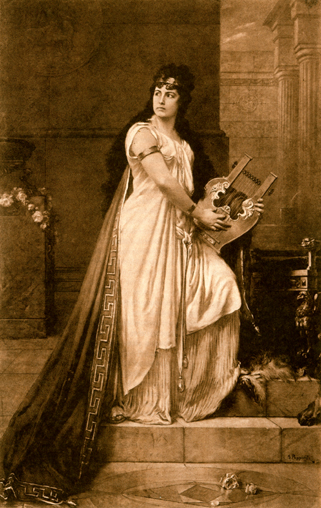
Klara Ziegler

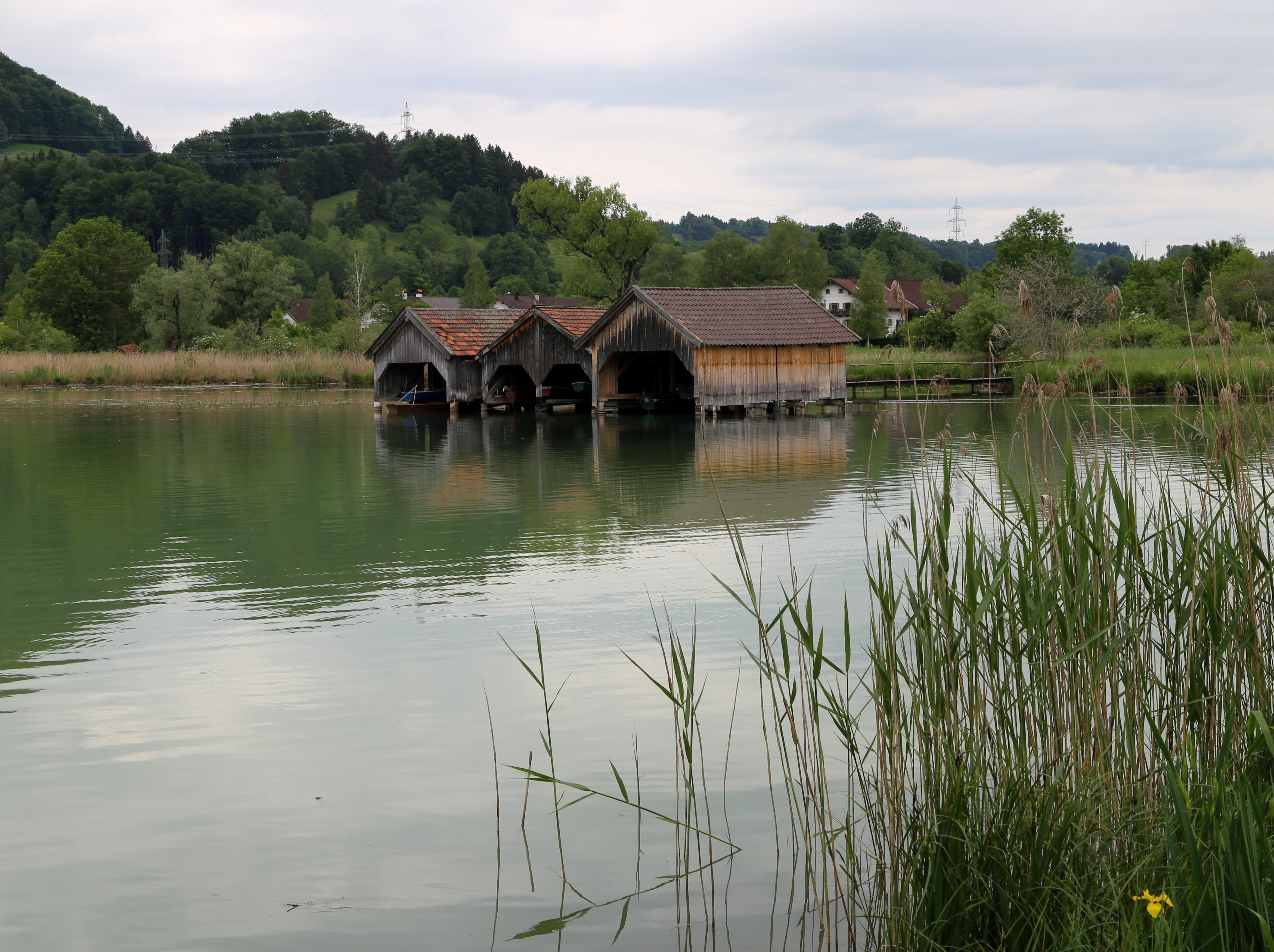
Kochelsee

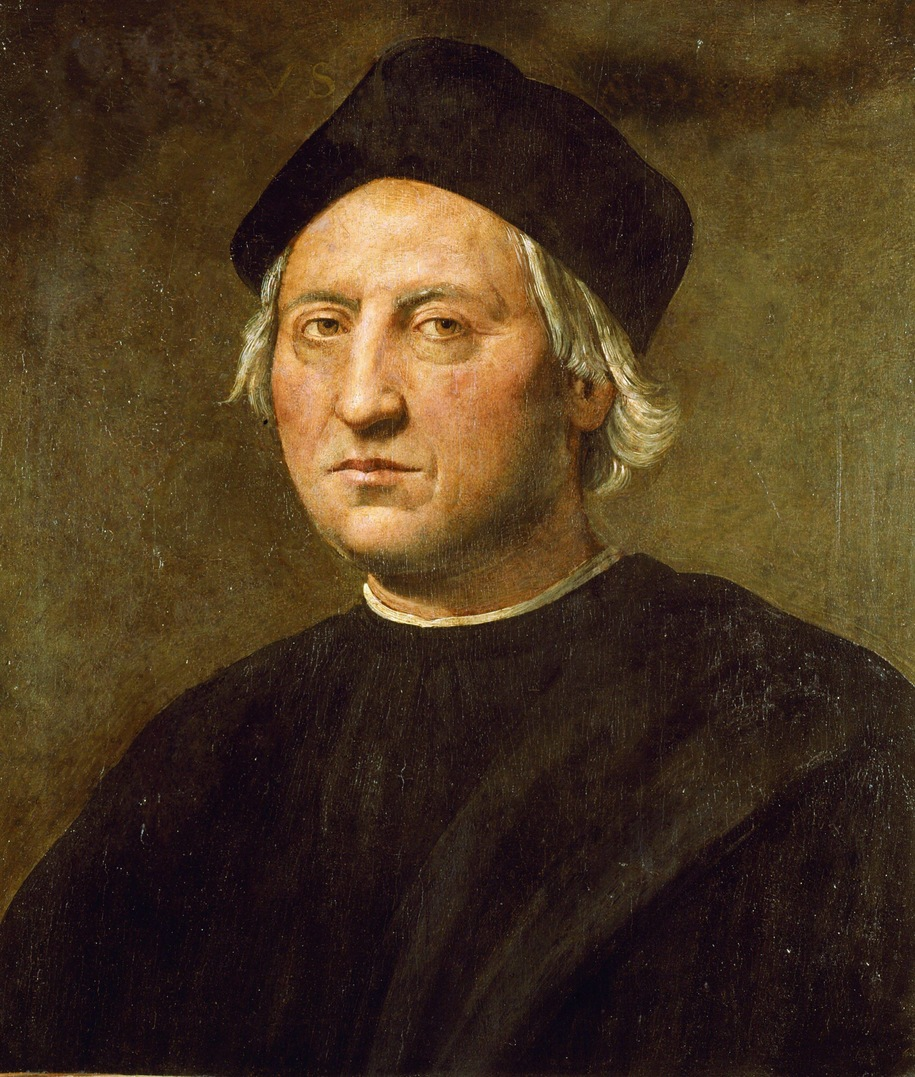
Christoph Kolumbus

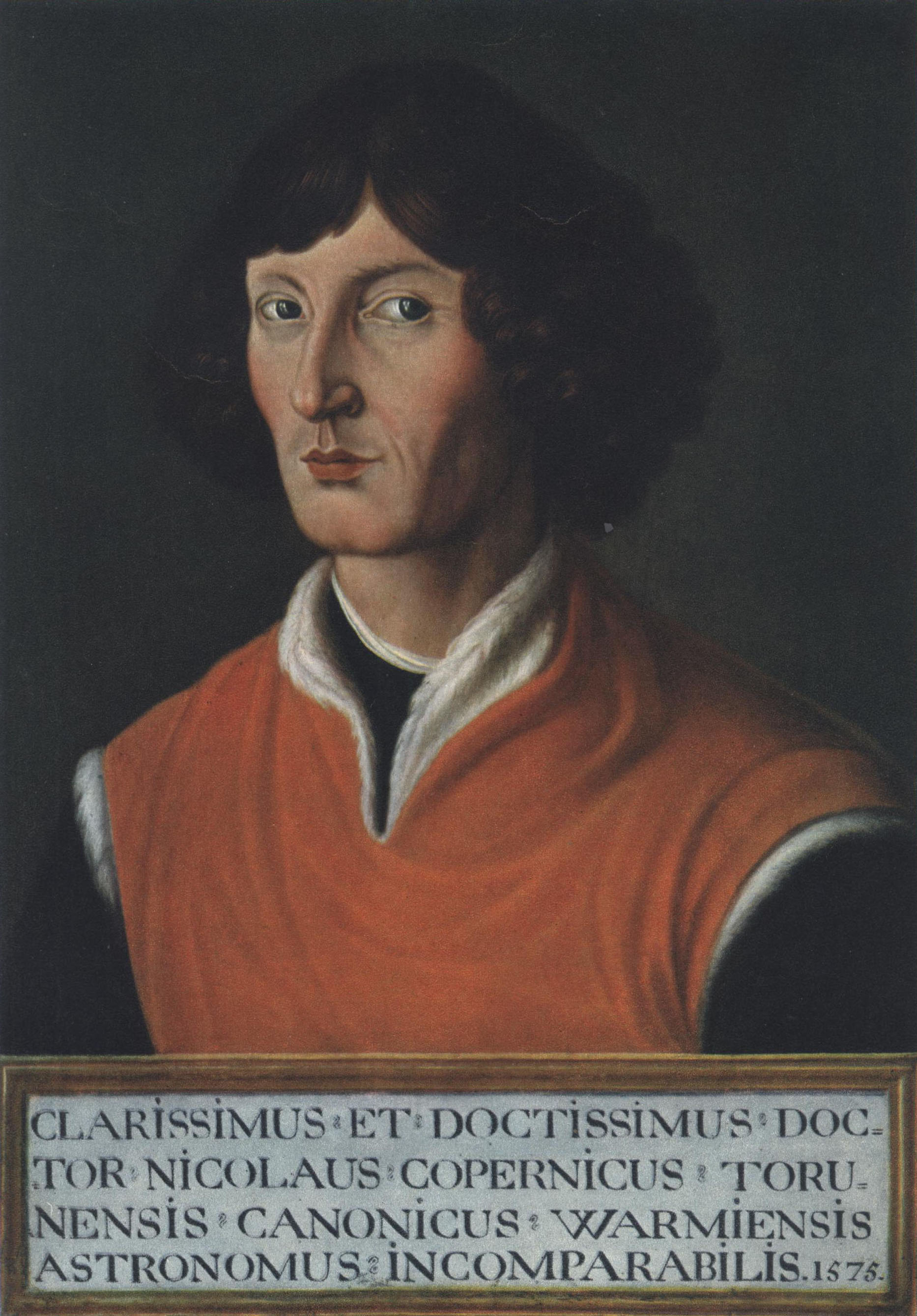
Nikolaus Kopernikus

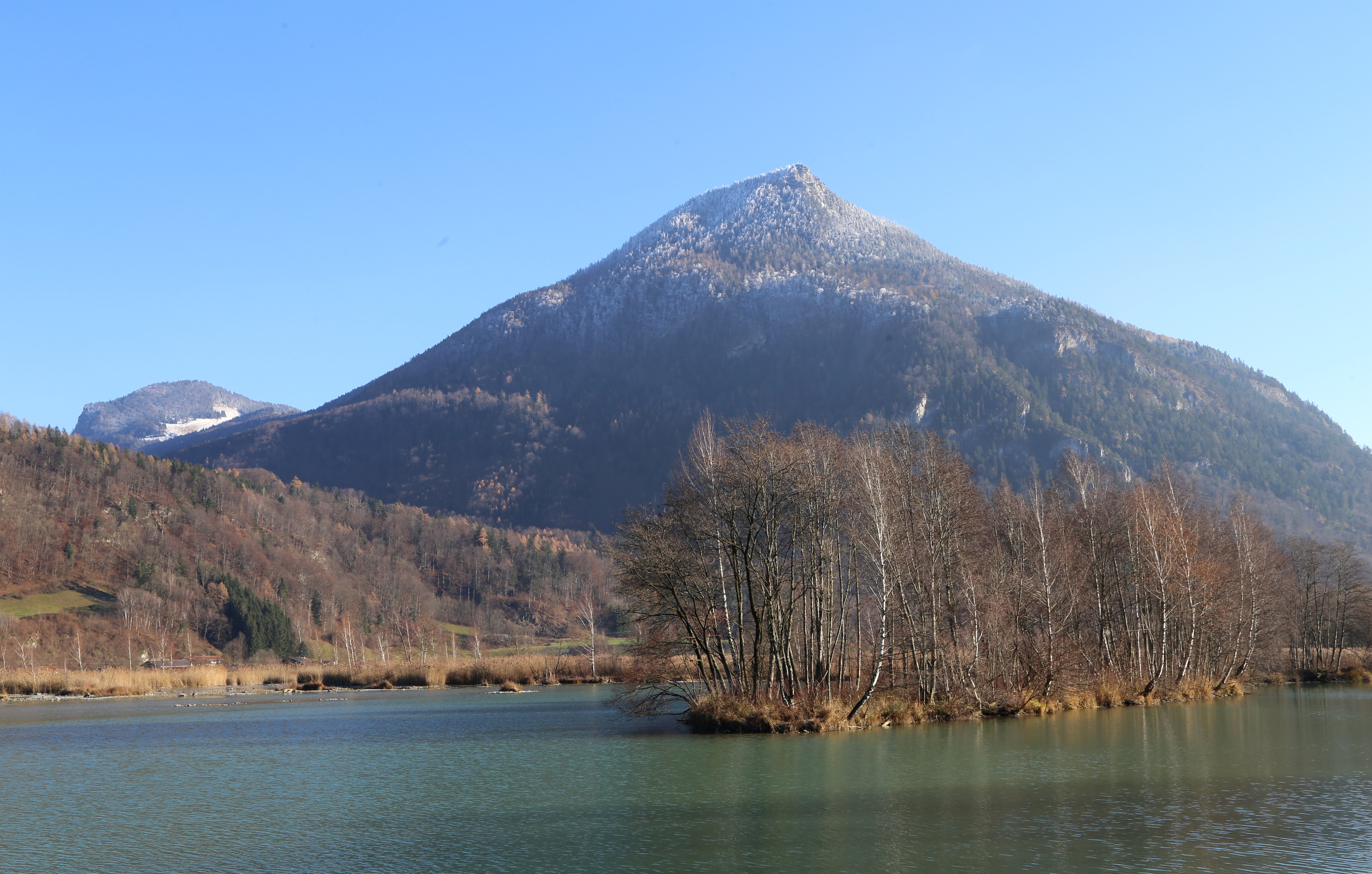
Kranzhorn

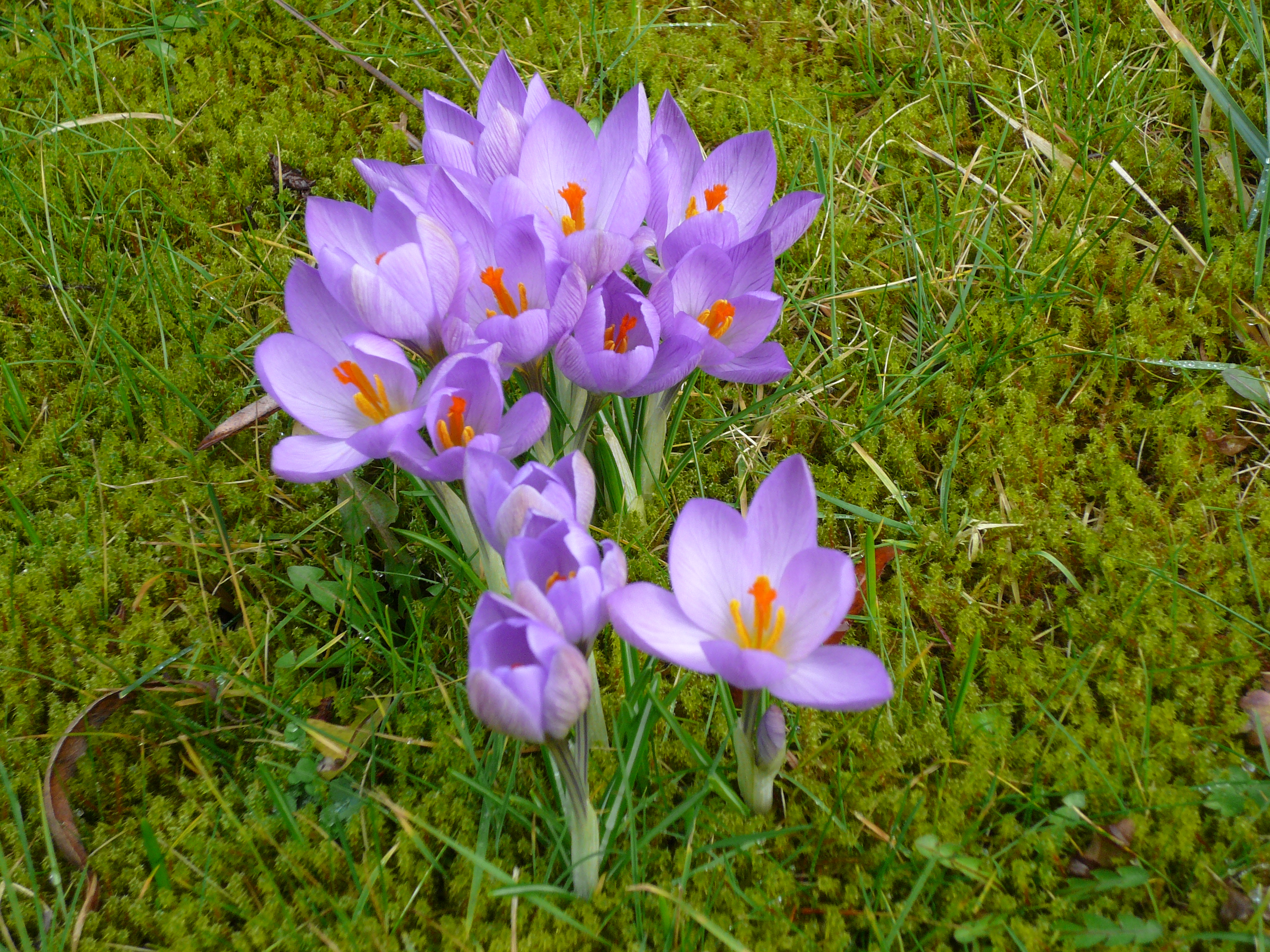
Krokus

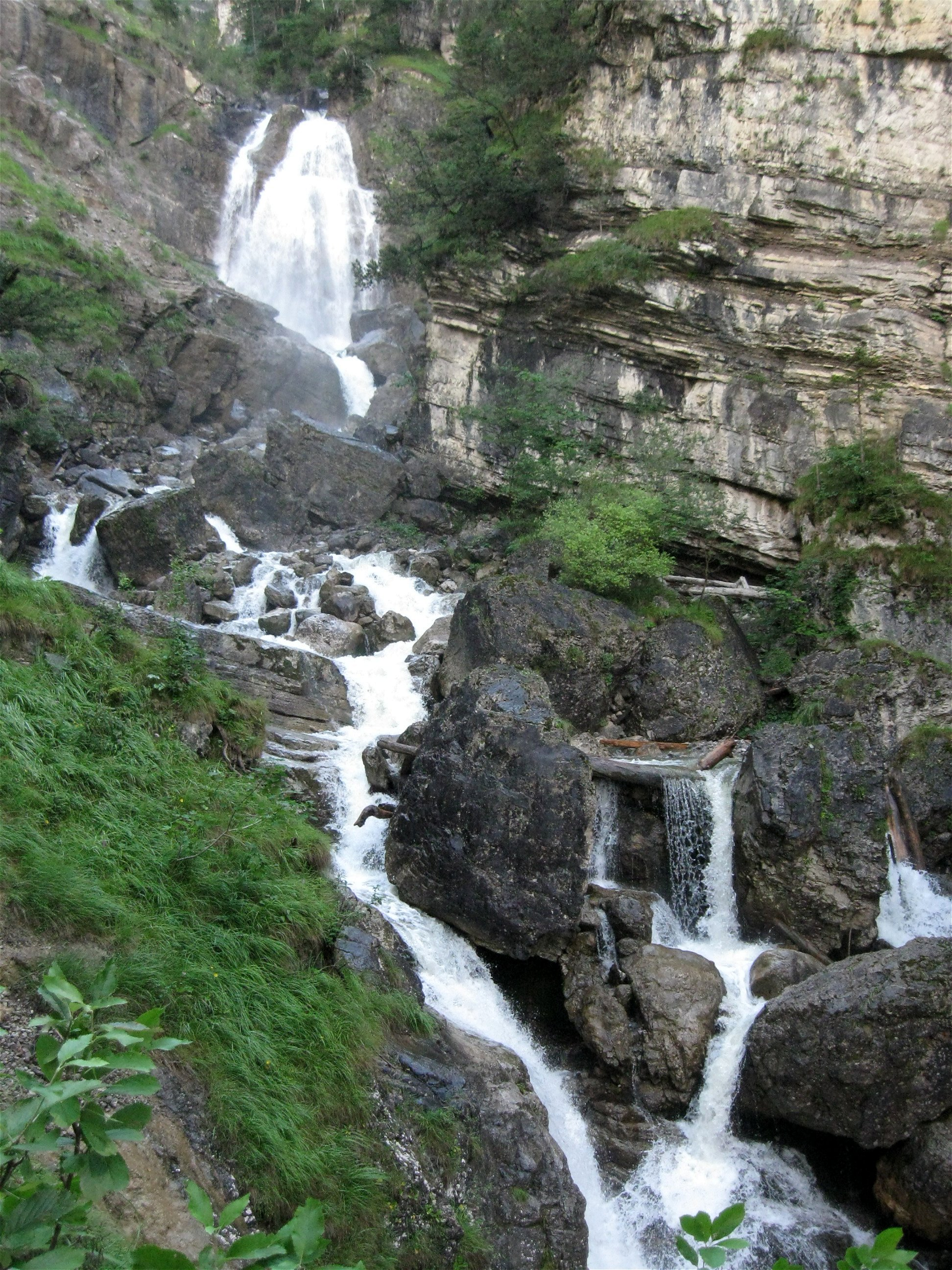
Kuhfluchtwasserfälle

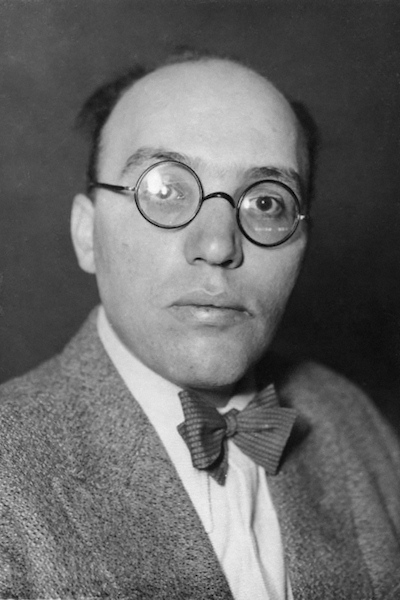
Kurt Weill

Die Liste Münchner Straßennamen listet Namen von Straßen und Plätzen der bayerischen Landeshauptstadt München auf und führt dabei auch die Bedeutungen und Umstände der Namensgebung an. Aktuell gültige Straßenbezeichnungen sind in Fettschrift angegeben, nach Umbenennung oder Überbauung nicht mehr gültige Bezeichnungen in Kursivschrift.
Aufgrund der großen Anzahl Münchner Straßennamen ist die Liste in alphabetisch sortierte Unterlisten aufgeteilt.
Kaadener Straße, Am Hart
(1934) Kaaden, Stadt in Böhmen
Kabastastraße, Pasing
(1956) Oswald Kabasta (1896–1946), österreichischer Dirigent, der zeitweise auch Chef-Dirigent der Münchner Philharmoniker war
Kabelsteg, Au-Haidhausen
(1898) Fußgängersteg, dient gleichzeitig als Trägerbrücke für einen Kabelstrang
Kachletstraße, Ramersdorf
(1930) Kachlet, Donaukraftwerk bei Passau
Kafkastraße, Neuperlach
(1971) Franz Kafka (1883–1924), Schriftsteller
Kaflerstraße, Pasing
(1950) Johann Kafler (1857–1942), Pasinger Gemeinderat
Kagerstraße, Ramersdorf
(1928) Matthias Kager (um 1575–1634), Maler und Radierer, der u. a. 1634 ein Votivbild für die Kirche St. Maria in Ramersdorf malte, auf dem die in schwedischer Gefangenschaft befindlichen 42 Münchner Geiseln dargestellt sind
Kainacher Straße, Neuaubing
(1947) Kainach, Dorf mit Schloss im Naturpark Fränkische Schweiz
Kainzenbadstraße, Berg am Laim
(1925) Kainzenbad, Kurort südöstlich von Partenkirchen
Kaiser-Ludwig-Platz, Ludwigsvorstadt
(1886) Ludwig IV. der Bayer (1282–1347), Herzog von Bayern, deutscher König (ab 1314) und römischer Kaiser (seit 1328) Schreibweise vor dem Zweiten Weltkrieg: Kaiser-Ludwigs-Platz.
Kaiserhölzlstraße, Feldmoching
(1951) Kaiserhölzl, eine volkstümliche Bezeichnung für das Waldstück, das um 1900 dem Großbauern und Stifter Ludwig Kaiser gehörte

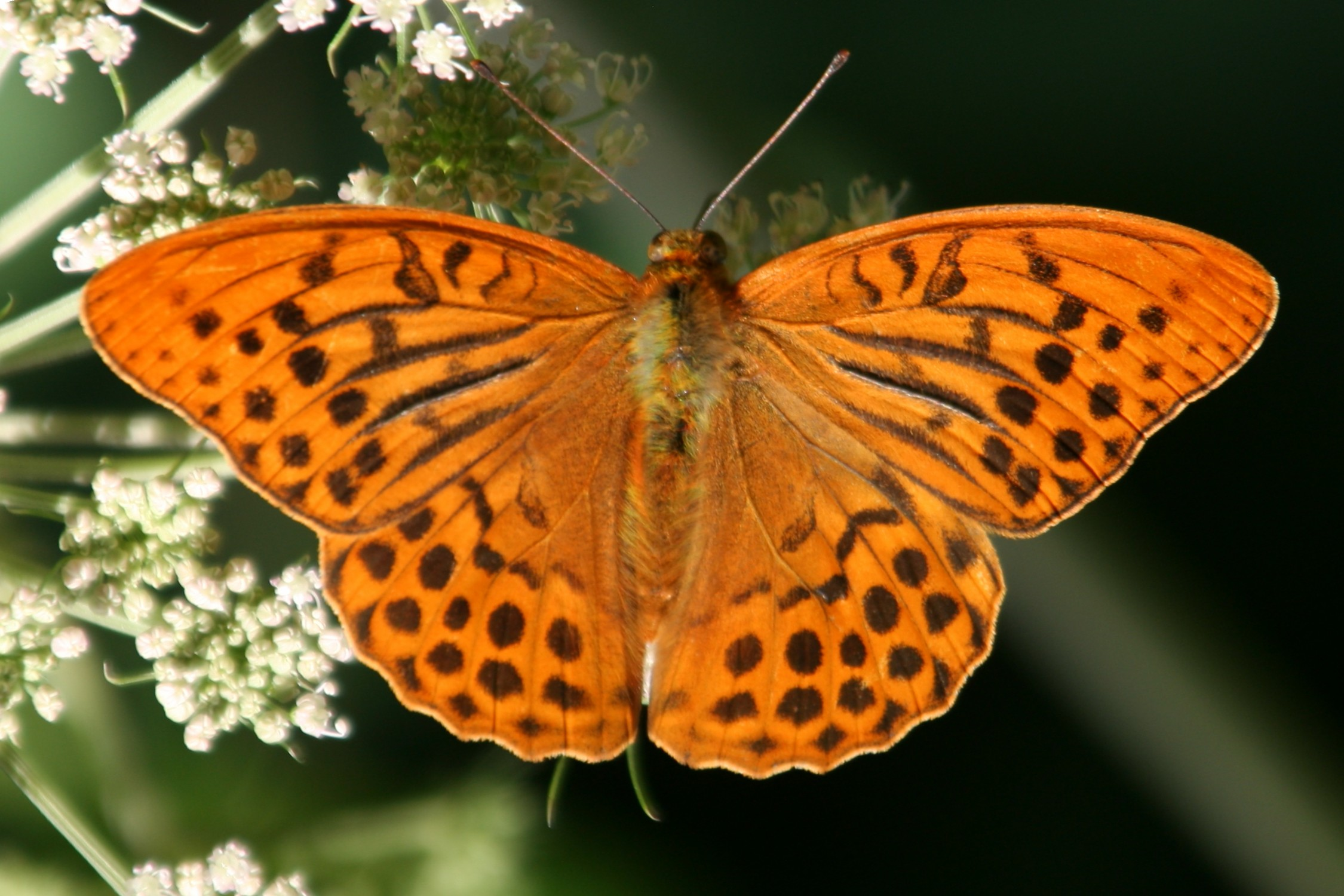
Kaisermantel

Kaisermantelstraße, Schwabing-Freimann
(2008) Kaisermantel, Schmetterlingsart (Tagfalter)
Kaiserplatz, Schwabing
(1893) Erinnerung an die Proklamation des zweiten deutschen Kaiserreichs 1871
Kaiserslauterner Platz, Ramersdorf
(1923) Kaiserslautern, Stadt in Rheinland-Pfalz
Kaiserstraße, Schwabing
(1893) siehe Kaiserplatz
Kallenbergstraße, Alt-Aubing
(1947) Schloss Kallenberg bei Coburg
Kallmünzer Straße, Neuaubing
(1947) Kallmünz, Marktgemeinde in der Oberpfalz
Kalmanstraße, Pasing
(1955) Emmerich Kálmán (1882–1953), ungarischer Komponist
Kaltenbachstraße, Neutrudering
(1933) Josef Kaltenbach (1876–1963), Bildhauer
Kaltenbrunner Straße, Obersendling
(1929) Kaltenbrunn im Werdenfelser Land
Kaltenmoserstraße, Solln
(1947) Caspar Kaltenmoser (1806–1867), Max Kaltenmoser (1842–1887), Karl Kaltenmoser (1853–1923) und Albert Kaltenmoser (1844–1871), Maler. Zuvor hieß sie Birkenstraße.
Kaltnerweg, Mittersendling
(1955) Kaltner, Münchner Baumeistergeschlecht und Joseph Kaltner (um 1758 – nach 1824), Maler
Kaltschmiedstraße, Forstenried
(1954) Hofnamen in Forstenried
Kameruner Straße, Waldtrudering
(1933) Kamerun, Staat in Westafrika
Kammerkörplatz, Berg am Laim
(1931) Kammerkör (bzw. Steinplatte), Bergmassiv in Tirol
Kampenwandstraße, Berg am Laim
(1920) Kampenwand, Berg in den Chiemgauer Alpen
Kämpferstraße, Am Hart
(1938) Engelbert Kämpfer (1651–1716), Arzt und Naturforscher
Kanal, am,
(1918) 22. Stadtbezirk
Kanalstraße, Lehel
(vor 1823) Kanal, ein Überrest des ehemaligen Stadtgrabens
Kandinskystraße, Parkstadt Solln
(1964) Wassily Kandinsky (1866–1944), russischer Maler, Mitglied der Neuen Künstlervereinigung München und des Blauen Reiters
Kantplatz,
(1918) 27. Stadtbezirk
Kantstraße, Am Riesenfeld
(1913) Immanuel Kant (1724–1804), Philosoph
Kapellenäckerstraße, Moosach
(1935) alter Flurname
Kapellenfeldstraße, Fasangarten
(1930) alter Flurname
Kapellengartenstraße, Obermenzing
(1947) alter Flurname
Kapellengasse,
(1873)
Kapellenstraße, Altstadt
(vor 1818) führte zu einer früher vorhandenen Kapelle
Kapellenweg, Sendling
(um 1878) früher der Weg zur Schmerzhaften Kapelle
Käpflstraße, Laim
(1936) Käpfl, Münchner Kaufmannsfamilie des 16. Jahrhunderts, die zwei Ratsmitglieder stellte
Kapruner Straße, Pasing
(1956) Kaprun, Gemeinde im österreichischen Pinzgau
Kapschstraße, Neuhausen
(1956) Georg Kapsch (1873–1934), Professor für Baukonstruktion an der Technischen Hochschule München
Kapuzinerplatz, Isarvorstadt
(1867) Kapuzinerkloster St. Anton, zweites in München errichtete Kapuzinerkloster
Kapuzinerstraße, Isarvorstadt
(1867) siehe vorstehend
Karakorumstraße, Trudering
(1972) Karakorum, Gebirgssystem in Asien
Kardinal-Döpfner-Straße, Maxvorstadt
(1977) Kardinal-Döpfner (1913–1976)
Kardinal-Faulhaber-Straße, Altstadt
(1952) Michael Kardinal Faulhaber (1869–1952), Münchner Erzbischof; vorher Promenadestraße
Kardinal-Wendel-Straße, Johanneskirchen
(1984) Joseph Kardinal Wendel (1901–1960), Münchner Erzbischof
Karl-Amadeus-Hartmann-Weg, Freimann
(1985) Karl Amadeus Hartmann (1905–1963), Komponist
Karl-Arnold-Weg, Alte Heide
(1975) Karl Arnold (1883–1953), Zeichner
Karl-Beck-Weg, Alte Heide
(1932/1973) Karl Beck (1851–1925), Bürgermeister des 1931 nach München eingemeindeten Freimann
Karlbeckstraße, Pasing
bis 1938
Karl-Böhm-Weg, Schwabing-Freimann
(1985) Karl Böhm (1894–1981), Dirigent
Karl-Breu-Weg, Trudering-Riem
(1998) Karl Breu (1919 – 1991), aktives Mitglied der Deutschen Postgewerkschaft, Mitglied im Bezirksausschuss Trudering/Riem
Karl-Caspar-Weg, Alt-Aubing
(1984) Karl Caspar (1879–1956), Maler, Professor an der Münchner Akademie der Bildenden Künste
Karl-Dressel-Straße, Trudering-Riem
(2008) Karl Dressel (1918–2004), Verlagsinhaber, förderte Projekte in den Bereichen Kultur, Soziales und Sport
Karl-Erb-Weg, Englschalking
(1959) Karl Erb (1877–1958), Kammersänger
Karl-Gayer-Straße, Untermenzing
(1947) Karl Gayer (1822–1907), Forstwissenschaftler
Karl-Haider-Straße, Obersendling
(1926) Karl Haider (1846 – 1912), Landschafts- und Porträtmaler
Karl-Hänel-Straße, Allach-Untermenzing
(1955) Karl Hänel (1874–1940), Ornithologe
Karl-Harz-Weg, Lochhausen
(1965) Carl Otto Harz (1842–1906), Botaniker, Professor an der Technischen Hochschule München
Karl-Heinrich-Ulrichs-Platz, Isarvorstadt
(1998) Karl Heinrich Ulrichs (1825–1895), Jurist und Vorkämpfer der Homosexuellen-Bewegung
Karl-Hromadnik-Straße, Pasing
(1958) Karl Hromadnik (1857–1918), Kommerzienrat, Besitzer einer Papierfabrik in München und Dachau
Karl-Köglsperger-Straße, Freimann
(1985) Karl Köglsperger (1899–1980), bayerischer Landtagsabgeordneter (SPD)
Karl-Lipp-Straße, Moosach
(1947) Karl Lipp (1861–1918), Kaufmann, 1903–1914 Mitglied des Magistratskollegiums von Moosach und des Verwaltungsrats des Gaswerks Moosach
Karl-Mangold-Straße, Pasing
(1948) Karl Mangold (1818–1883), Komponist
Karl-Marr-Straße, Solln
(1947) Carl von Marr (1858–1936), US-amerikanisch-deutscher Maler und Münchner Hochschullehrer, der mehrmals in Solln wohnte und dort begraben ist; zuvor hieß sie Lerchenstraße.
Karl-Marx-Ring, Neuperlach
(1969) Karl Marx (1818–1883), Theoretiker des Sozialismus und Kommunismus
Karl-May-Straße, Sendling-Westpark
(1937) Karl May (1842–1912), deutscher Schriftsteller
Karl-Müller-Weg, Haidhausen
(1965) Karl von Müller (1821–1909), Gründer des Müllerschen Volksbades
Karl-Noetzel-Weg, Neuperlach
(1976) Karl Nötzel (1870–1945), Schriftsteller
Karl-Peters-Straße, Bogenhausen
(1932) Carl Peters (1856–1918), deutscher Afrikaforscher und Kolonialist
2000 umbenannt in Ida-Pfeiffer-Straße
Karl-Postl-Straße, Am Hart
(1938) Carl Anton Postl (1793–1864), Schriftsteller, besser bekannt unter seinem Pseudonym Charles Sealsfield
Karl-Preis-Platz, Ramersdorf
(1946) Karl Sebastian Preis (1884–1946), SPD-Stadtrat in München
Karl-Rahner-Straße, Untermenzing
(1984) Karl Rahner (1904–1984), Theologe
Karl-Raupp-Straße, Parkstadt Solln
(1964) Karl Raupp (1837–1918), Maler
Karl-Richter-Straße, Freimann
(1985) Karl Richter (1926–1981), Musiker
Karl-Scharnagl-Ring, Altstadt-Lehel
(1964) Karl Scharnagl (1881–1963), Münchner Oberbürgermeister
Karl-Schmid-Straße, Trudering-Riem
(1981) Karl Schmid (1883–1958), bayerischer Landtagsabgeordneter und Handwerkskammerpräsident
Karl-Schmolz-Straße, Allach-Untermenzing
(1953) Karl Schmolz (1859–1908), Apotheker, Gründer des Vereins zum Schutz der Alpenpflanzen und Tiere
Karl-Schurz-Straße, Neuhausen
(1928) Carl Schurz (1829–1906), deutscher Auswanderer und US-amerikanischer Politiker
Karl-Singer-Straße, Solln
(1947) Karl Singer (1860–1908), Direktor des Städtischen Statistischen Amtes und Vorstand eines Wohnungsvereins. Zuvor hieß sie Doktor-Karl-Singer-Straße.
Karl-Spengler-Straße, Schwanthalerhöhe
(2002) Karl Spengler, Journalist und Schriftsteller
Karl-Stützel-Platz, Maxvorstadt
(2017) Karl Stützel (1872–1944), deutscher Politiker der Bayerischen Volkspartei (BVP)
Karl-Theodor-Straße, Schwabing
(1892) Karl-Theodor (1839–1909), deutscher Augenarzt, Herzog in Bayern, Ehrenbürger der Stadt München
Karl-Valentin-Straße, Forstenried
(1948) Karl Valentin (1882–1948), Münchener Komiker und Volkssänger
Karl-von-Roth-Straße, Untermenzing
(1947) Karl Johann Friedrich von Roth (1780–1852), Staatsrat und Oberkonsistorialpräsident
Karl-Wahler-Straße, Feldmoching
(1947) Karl Wahler (1862–1922), Maler
Karl-Weinmair-Straße, Schwabing
(1988) Karl Weinmair (1906–1944), Maler
Karl-Wieninger-Weg, Thalkirchen-Obersendling-Forstenried-Fürstenried-Solln
(2000) Karl Wieninger (1905–1999), deutscher Politiker der CSU (davor Wörishofener Weg)
Karl-Witthalm-Straße, Neuhadern
(1972) Karl Witthalm (1897–1966), Gründer der Münchner Volkshochschule
Karl Zettelstraße,
(1918) 27. Stadtbezirk
Karlingerstraße, Moosach
(1947) Hans Karlinger (1882–1944), Kunsthistoriker, Professor an der Technischen Hochschule München
Karlsbader Straße, Am Hart
(1934) Karlsbad, tschechische Kurstadt, tschechisch Karlovy Vary
Karlsbergstraße, Forstenried
(1956) Karlsberg, einem Hügel im Würmtal
Karlsburger Straße, Kirchtrudering
(1933) Alba Iulia, dt. Karlsburg, rumänische Stadt
Karlsfelder Straße, Feldmoching, Allach
(1947) Karlsfeld, Gemeinde im Westen von München
Karlsplatz, Altstadt
(1835) (näheres siehe Artikel)
Karlsteinstraße, Am Hart
(1945) Burg Karlštejn bei Prag
Karlsthor,
(1874) →Karlstor
Karlstraße, Maxvorstadt
(um 1808) Karl von Bayern, davor Teil des Neuhauser Fahrtweg bzw. Nördlicher Marsfeldweg, siehe: Blutenburgstraße
Karlstraße, äußere
(1873)
Karmelitenstrasse,
(1876) →Karmeliterstraße
Karmelitergasse, Altstadt
(1873)
Karmeliterstraße, Altstadt
(19. Jahrhundert) ehemalige Karmelitenkirche an der Westseite der Straße
Karmelittengasse,
(1835)
Karneidplatz, Giesing
(1934) Burg Karneid in Karneid in Südtirol
Karneidstraße, Harlaching
(1934) siehe vorstehend
Kärntner Platz, Laim
(1925) Kärnten, Bundesland in Österreich
Karolinenplatz, Maxvorstadt
(1809) Karoline, Prinzessin von Baden, zweite Gemahlin von Maximilian I. Joseph und erste Königin von Bayern
Karolinenstraße, Lehel
(1809) siehe vorstehend
Karolinenstraße, Villenkolonie Solln
Wurde 1947 umbenannt in Rehbergstraße.
Karolingerallee, Harlaching
(1958) Karolinger, fränkisches Adelsgeschlecht
Karolingerplatz,
(1918) 18. Stadtbezirk
Karolingerstraße,
(1918) 18. Stadtbezirk
Karotschstraße, Straßtrudering
(1933) alter Truderinger Hausnamen
Karpatenstraße, Trudering
(1957) Karpaten, Mittelgebirgszug im südöstlichen Europa
Karpfenstraße, Trudering
(2007) Karpfen, Fischart
Karwendelstraße, Sendling
(1965) Karwendelgebirge, unter Naturschutz stehender Teil der Nordtiroler Kalkalpen zwischen Seefeld und Achensee
Karwinskistraße, Obermenzing
(1946) Wilhelm Friedrich von Karwinsky von Karwin (1780–1855), Botaniker
Kasernstraße, Schwabing
(1833)
(1918) nun Leonrodstraße
Kaskadenweg, Obermenzing, Nymphenburg
(1947) Kaskaden im Schlosspark Nymphenburg
Kaspar-Kerll-Straße, Pasing
(1955) Johann Caspar von Kerll (1627–1693), deutscher Komponist
Kaspar Mairstraße,
(1918) 25. Stadtbezirk
Kaspar-Spät-Straße, Ramersdorf
(1953) Kaspar Spät (um 1611–1691), Eisenschneider
Kasperlmühlstraße, Neuperlach
(1930) Kasperlmühle, Kinderheim der Stadt München im Mangfalltal bei Weyarn
Kastanienstraße, Neuharlaching
(1929) Kastanie, Laubbaum aus der Familie der Buchengewächse
Kastelburgstraße, Alt-Aubing
1947 benannt nach der Kastelburg, einer Burgruine bei Waldkirch in Südbaden
Kastellstraße, Obermenzing
(1947) Josef Leopold Freiherr von Kastell, der letzte in der langen Reihe der sogenannten Pfleger auf Schloss Blutenburg
Kastenbauerstraße, Englschalking
(1956) alter Zamdorfer Hausname
Kastenseestraße, Neuharlaching
(1932) Kastensee im Landkreis Ebersberg
Kästlenstraße, Waldtrudering
(1933) Gustav Kästlen (1868–1930), Truderinger Gemeinderat

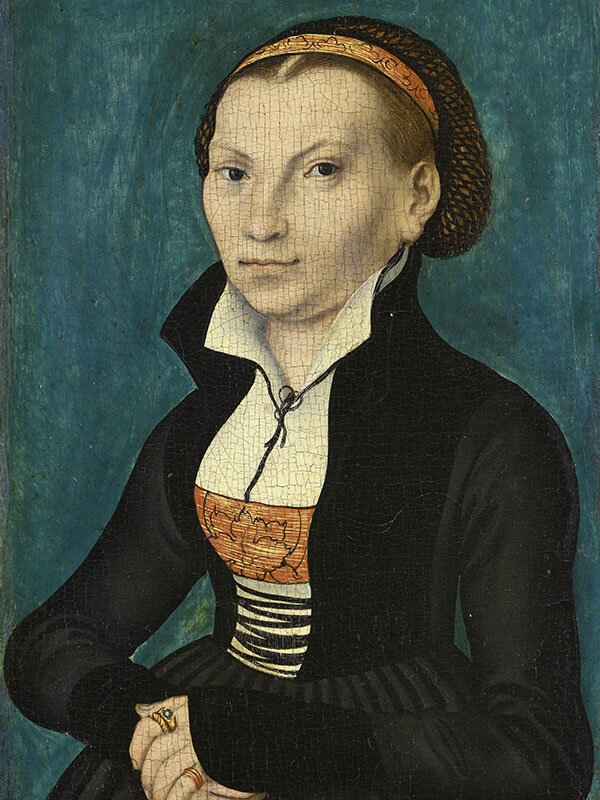
Katharina von Bora

Katharina-von-Bora-Straße, Maxvorstadt
(2008) Katharina von Bora, der Ehefrau Martin Luthers; 1957–2010 benannt nach dem evangelischen Landesbischof Hans Meiser und Sitz des evang. Landeskirchenamtes, vor der Benennung Teil der Arcisstraße
Katharinenstraße, Prinz-Ludwigs-Höhe
(1967) Katharina, weiblicher Vorname
Käthe-Bauer-Weg, Laim
(1968) Käthe Bauer (1885–1966), Ehrenmitglied der Arbeiterwohlfahrt
Käthe-Kruse-Straße, Moosach
(2007) Käthe Kruse (1883–1968), deutsche Puppenmacherin
Kathi-Kobus-Straße, Schwabing-West
(1962) Kathi Kobus (1854–1929), Schwabinger Wirtin
Kathreinweg, Waldtrudering
(1955) Kathrein, Frauenname, süddeutsche Form von Katharina
Kattowitzer Straße, Daglfing
(1930) Kattowitz, Großstadt in Oberschlesien, heute polnisch
Katzbachstraße, Forstenried
(1934) Katzbach, Zufluss der Oder, wo 1813 die Schlacht an der Katzbach stattfand
Katzensteinweg, Alt-Aubing
(2018) Burg Katzenstein in Dischingen, Landkreis Heidenheim
Katzmaierstraße,
(1879) →Kazmairstraße
Kaufbeurer Straße, Moosach
(1925) Kaufbeuren, Stadt im Allgäu
Kaufingergasse,
Kaufingerstraße, Altstadt
(vor 1316) Kaufingertor, das die Straße früher abschloss; dieser Name stammt wiederum von der Patrizierfamilie Kaufringer
Kaulbachplatz,
(1918) 22. Stadtbezirk, benannt nach dem Maler Wilhelm von Kaulbach (1805–1874)
Kaulbachstraße, Maxvorstadt, Schwabing-Freimann
(1883) Wilhelm von Kaulbach (1805–1874), Maler
Kazmairstraße, Schwanthalerhöhe
(1878) Jörg Kazmair (um 1330–1417), Ratsmitglied und Chronist der Stadt München, mehrfacher Bürgermeister
Kederbacherstraße, Sendling-Westpark
(1935) Johann Grill (1835–1917), Alpinist, bekannt als Kederbacher
Keferloherstraße, Milbertshofen
(1913) Keferloher, Milbertshofener Geschlecht
Keferstraße, Biederstein
(1891) Franz Xaver Kefer (1763–1802), Gründer der Feiertagsschule, Vorbild für die späteren Berufsschulen
Kegelhof, Au
(1857) Kegelhof (oder Kögelhof), nach dem ehemaligen Besitzer benannt
Keilberthstraße, Schwabing-Freimann
(1985) Joseph Keilberth (1908–1968), Dirigent
Keilstraße, Allach-Untermenzing
(1963) altes, seit 1739 nachweisbares Allacher Geschlecht
Kelheimerstraße,
(1918) 23. Stadtbezirk
Kelheimer Straße, Neuhausen
(1903) Kelheim, Kreisstadt in Niederbayern
Kellerstraße, Haidhausen
(1856) zahlreiche Bierkeller lagen an dieser Straße
Keltenafferstraße, Lochhausen
(1957) Georg Keltenaffer, Pfarrherr der ehemaligen Gemeinde Lochhausen
Kemnatenplatz,
(1918) 23. Stadtbezirk
Kemnatenstraße, Nymphenburg
(1958) Schwaige Kemnaten, Gebiet in dem später das Schloss Nymphenburg gebaut wurde
Kemptener Straße, Fürstenried
(1930) Kempten, Stadt im Allgäu
Kenedystraße,
(1918) 17. Stadtbezirk
Keplerstraße, Bogenhausen
(1902) Johannes Kepler (1571–1630), Astronom und Mathematiker
Kepplerstraße,
(1918) 29. Stadtbezirk
Kerbelweg, Lerchenau
(2004) Kerbel, Pflanzengattung, die als Küchenkräuter (Kerbelsuppe, Salate, Kräutermischungen) Verwendung findet
Kernbeißerweg, Waldtrudering
(1971) Kernbeißer, Vogelart
Kernstraße, Forstenried
(1951) alter Forstenrieder Hofname Beim Kernbauern
Kerschlacher Straße, Obersendling
(1929) Kerschlach, Weiler in der Gemeinde Pähl
Kesselbergstraße, Obergiesing
(1899) Kesselberg zwischen Kochelsee und Walchensee in Oberbayern
Ketterstraße, Forstenried
(1955) Zum Ketter, Forstenrieder Hofname
Keuslinstraße, Schwabing-West
(1908) Albert III. Keuslin (1591–1657), Abt und Rektor der Benediktineruniversität Salzburg
Keyserlingstraße, Obermenzing
(1947) Eduard von Keyserling (1855–1918), Schriftsteller
Khidlerplatz,
(1918) 19. Stadtbezirk
Khidlerstraße,
(1918) 19. Stadtbezirk
Kiaulehnweg, Neuperlach
(1976) Walther Kiaulehn (1900–1968), Journalist
Kibostraße, Waldtrudering
(1933) Kibo, höchster Gipfel des Kilimandscharo-Massivs
Kidlerplatz, Sendling
(1959) Johann Georg Kidler (auch: Khidler, Kittler, Küttler), Weinwirt im Tal zu München und Organisator des Widerstandes in der Altstadt, er wurde 1706 von den Österreichern auf dem Schrannenplatz geköpft und gevierteilt.
Kidlerstraße, Sendling
(1959) siehe vorstehend
Kiebitzweg, Waldtrudering
(1934) Kiebitz, Vogelart
Kieferngartenstraße, Freimann
(1950) Kiefernwälder prägten früher die Gegend
Kiefernstraße, Südgiesing
(1938) Kiefernbestand im nahegelegenen Perlacher Forst

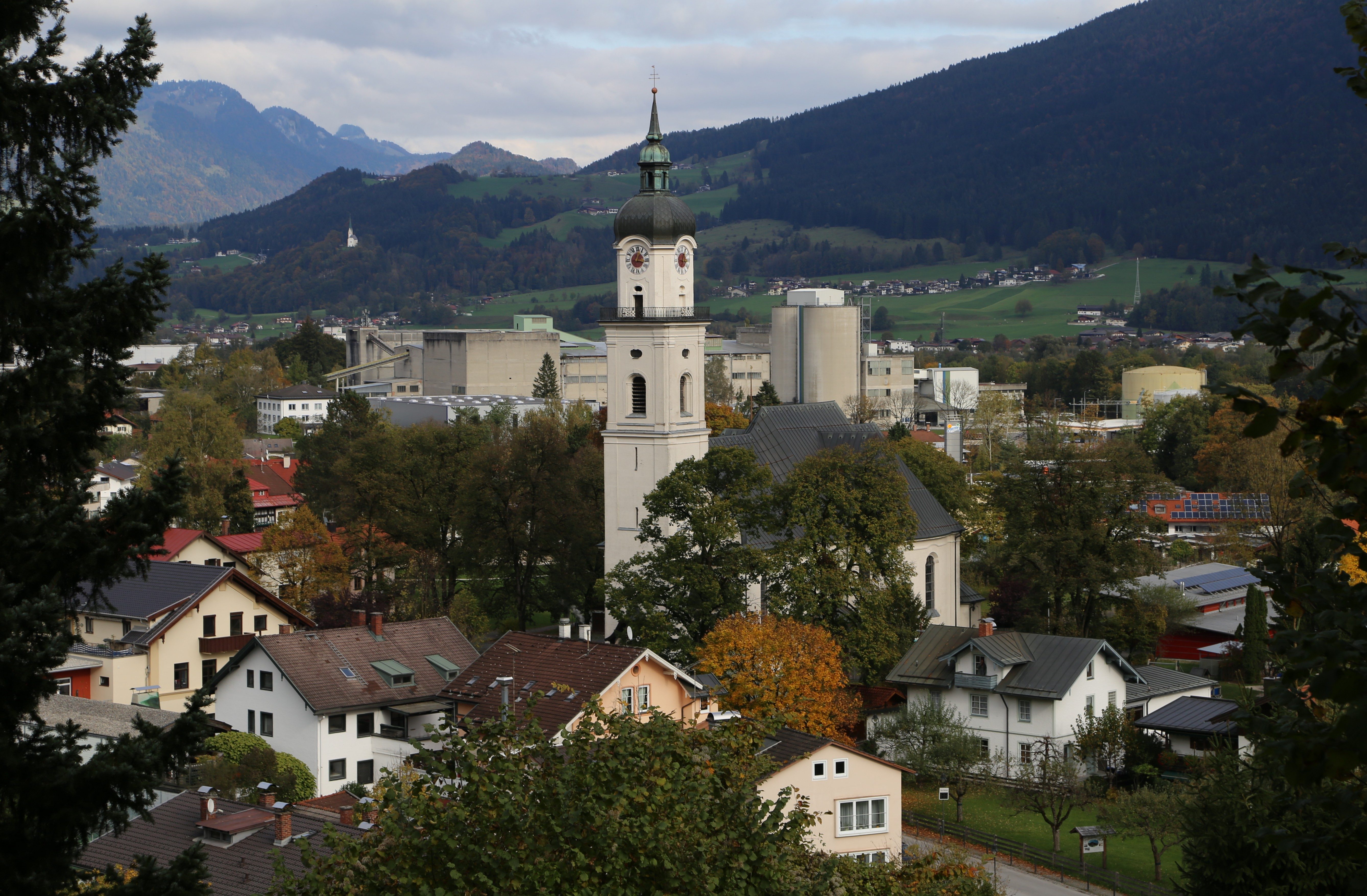
Kiefersfelden

Kiefersfeldener Straße, Mittersendling
(1926) Kiefersfelden, Gemeinde im Inntal nahe der österreichischen Grenze
Kiem-Pauli-Weg, Laim
(1960) Kiem Pauli (1882–1960), Volksmusiker
Kienbergstraße, Sendling-Westpark
(1977) Kienberg im Tannheimer Gebirge (Allgäuer Alpen)
Kienestraße, Hasenbergl
(1960) Hans Kiene (1888–1959), Alpinist
Kientalweg, Fürstenried
(1935) Tal des Kienbachs zwischen Herrsching und Andechs
Kienzlweg, Am Hart
(1967) Wilhelm Kienzl (1857–1941), österreichischer Komponist
Kiesmüllerstraße, Südgiesing
(1930) Kiesmüller, erster Bewohner des sog. Fasangartenviertels
Kießlingerstraße, Kirchtrudering
(1933) Konrad Kießlinger (1870–1912), Ziegeleibesitzer und Gemeinderat in Trudering
Kiesstrasse,
(1876) →Kiesstraße
Kiesstraße, Obergiesing
(1856) Weg zu den früher hier gelegenen Kiesgruben
Kiesweg, Allach-Untermenzing
(1958) alter Flurname
Kiewstraße, Neuperlach
(2020) Kiew, Hauptstadt der Ukraine
Kiliansplatz, Schwanthalerhöhe
(1899) hl. Kilian, Wanderbischof und Missionar
Kilihofstraße, Straßtrudering
(1953) Kilihof, alter Großbauernhof
Killerstraße, Allach-Untermenzing
(1951) Karl Killer (1873–1948), Bildhauer
Kindergartenweg, Allach-Untermenzing
(1983) hier gelegener Kindergarten
Kindermannstraße, Neuhausen
(1912) August Kindermann (1817–1891), Opernsänger
Kinkstraße, Berg am Laim
(1920) Johann Kink († 1849), erster Lehrer in Baumkirchen
Kirchbachweg, Solln
(1947) Frank Kirchbach (1859–1912), Maler. Zuvor hieß sie Ottilienstraße.
Kirchberg, am,
(1918) 22. Stadtbezirk
Kirchenstrasse,
(1876) →Kirchenstraße
Kirchenstraße, Haidhausen
(1900) alte St.-Johann-Baptist-Pfarrkirche
Kirchgrabnerweg, Mittersendling
(1955) Franz Anton Kirchgrabner (um 1700–1800), Baumeister
Kirchheimer Straße, Daglfing
(1925) Kirchheim, Gemeinde östlich von München
Kirchhoffweg, Allach-Untermenzing
(1977) Gustav Robert Kirchhoff (1824–1887), Physiker
Kirchmairstraße, Laim
(1901) Fulgenz Kirchmair, eine der 42 Geiseln in schwedischer Gefangenschaft im Dreißigjährigen Krieg
Kirchplatz, Solln
1947 umbenannt in Diefenbachplatz, seit 1972 Fellererplatz.
Kirchplatzstraße,
(1876)
(1918) 16. Stadtbezirk
Kirchseeoner Straße, Ramersdorf
(1928) Kirchseeon, Marktgemeinde östlich von München
Kirchstein, am,
(1876) östlich der äußeren Wienerstraße
(1918) 29. Stadtbezirk
Kirchtruderinger Straße, Trudering-Riem
(1933) Kirchtrudering, Ortsteil von Trudering
Kirchwaldstraße, Laim
(1956) Kirchwald, Wallfahrtsort in der Gemeinde Nußdorf am Inn
Kirchweg, Thalkirchen
(1900) Weg zur Kirche St. Maria
Kirschäckerweg, Obermenzing
(1948) alter Flurname
Kirschstraße, Allach-Untermenzing
(1952) Theodor Kirsch (1881–1946), Fabrik- und Sägewerksbesitzer
Kirtaweg, Kirchtrudering
(1935) Kirta, mundartlicher Name für Kirchweih
Kißkaltplatz, Schwabing
(1930) Wilhelm Kißkalt (1873–1958), Generaldirektor der Münchner Rückversicherung, seit 1933 Mitglied der NSDAP
Kistlerhofstraße, Obersendling
(1914) Kistlerhof, alter Hausname
Kistlerstraße, Obergiesing
(1856) ehemals dort ansässiger Kistler, historische Bezeichnung für den Tischler
Klabundstraße, Neuperlach
(1971) Klabund, Pseudonym des Schriftstellers Alfred Henschke (1890–1928)
Klagenfurter Straße, Ramersdorf
(1932) Klagenfurt, Stadt in Kärnten (Österreich)
Klaiser Weg, Sendling-Westpark
(1982) Klais, Ortsteil von Krün
Klara Heesestraße,
(1918) 18. Stadtbezirk
Klara-Heese-Straße, Harlaching
(1912) Klara Heese (1851–1921), Hofschauspielerin, 18 Jahre engagiert an der Münchner Hofbühne
Klara-Viebig-Straße
(bis 1938) heute Leibnizstraße
Klara Zieglerbogen,
(1918) 29. Stadtbezirk
Klara-Ziegler-Bogen, Waldperlach
(2000) Klara Ziegler (1844–1909), Münchner Schauspielerin
Klarastraße, Neuhausen
(um 1890) Prinzessin Klara Eugenie von Bayern (1874–1941), Äbtissin des Damenstift St. Anna in Würzburg
Klarbachplatz, Obermenzing
(1947) Alfred Freiherr von Mensi-Klarbach (1854–1933), Schriftsteller
Klarstraße,
(1918) 26. Stadtbezirk, um 1936 umbenannt in Jakob-Klar-Straße
Klarweinstraße, Obermenzing
(1947) Balthasar Klarwein (Clarwein), Bauer und Kirchenpropst
Klausenburger Straße, Englschalking
(1927) Klausenburg, Stadt in Siebenbürgen, Rumänien
Klausener Platz, Giesing
(1929) Klausen, Stadt in Südtirol (Italien)
Klausener Straße,
(1929) siehe vorstehend
Klausingweg, Schwabing-West
(1960) Friedrich Karl Klausing (1920–1944), Offizier und Widerstandskämpfer des 20. Juli 1944
Klaus-Mann-Platz, Maxvorstadt
(2006) Klaus Mann (1906–1949), deutscher Schriftsteller
Klaussteinstraße, Aubing
(1947) Klausstein, alte Bergkirche in der Fränkischen Schweiz
Kleestraße,
(1876)
(1918) nun Hermann Linggstraße
Kleiberweg, Lochhausen
(1955) Kleiber, Vogelart
Kleinfeldstraße, Südgiesing
(1930) alter Flurname
Kleinhaderner Straße, Blumenau
(1947) Kleinhadern, ehemaliges Bauerndorf
Kleinhesselohe, Schwabing-Freimann
(1927) "Kleines Hessellohe", Name der Münchner für eine 1791 eingerichteten Ausflugsgastwirtschaft im Englischen Garten
Kleinlappener Straße, Schwabing-Freimann
(1931) Siedlung Kleinlappen, mit Freimann 1931 eingemeindet
Kleinschmidtstraße, Am Hart
(1971) Otto Kleinschmidt (1870–1954), Provinzialpfarrer und bedeutender Forscher auf dem Gebiet der Vogelkunde
Kleinstraße, Thalkirchen
(1956)
Johann Wilhelm Klein (1765–1848), Jurist; Blindenlehrer, Vater der modernen Blindenpädagogik
Johann Adam Klein (1792–1875), Maler, Radierer, Lithograph
Kleiststraße, Untergiesing
(1902)
Ewald Christian von Kleist (1715–1759)
Friedrich Heinrich Ferdinand Emil von Kleist (1762–1823)
Heinrich von Kleist (1777–1811)
Klematisstraße, Blumenau
(1938) Klematis, Zierpflanze
Klementinenstraße, Schwabing-Freimann
(1901) Klementine, weiblicher Vorname

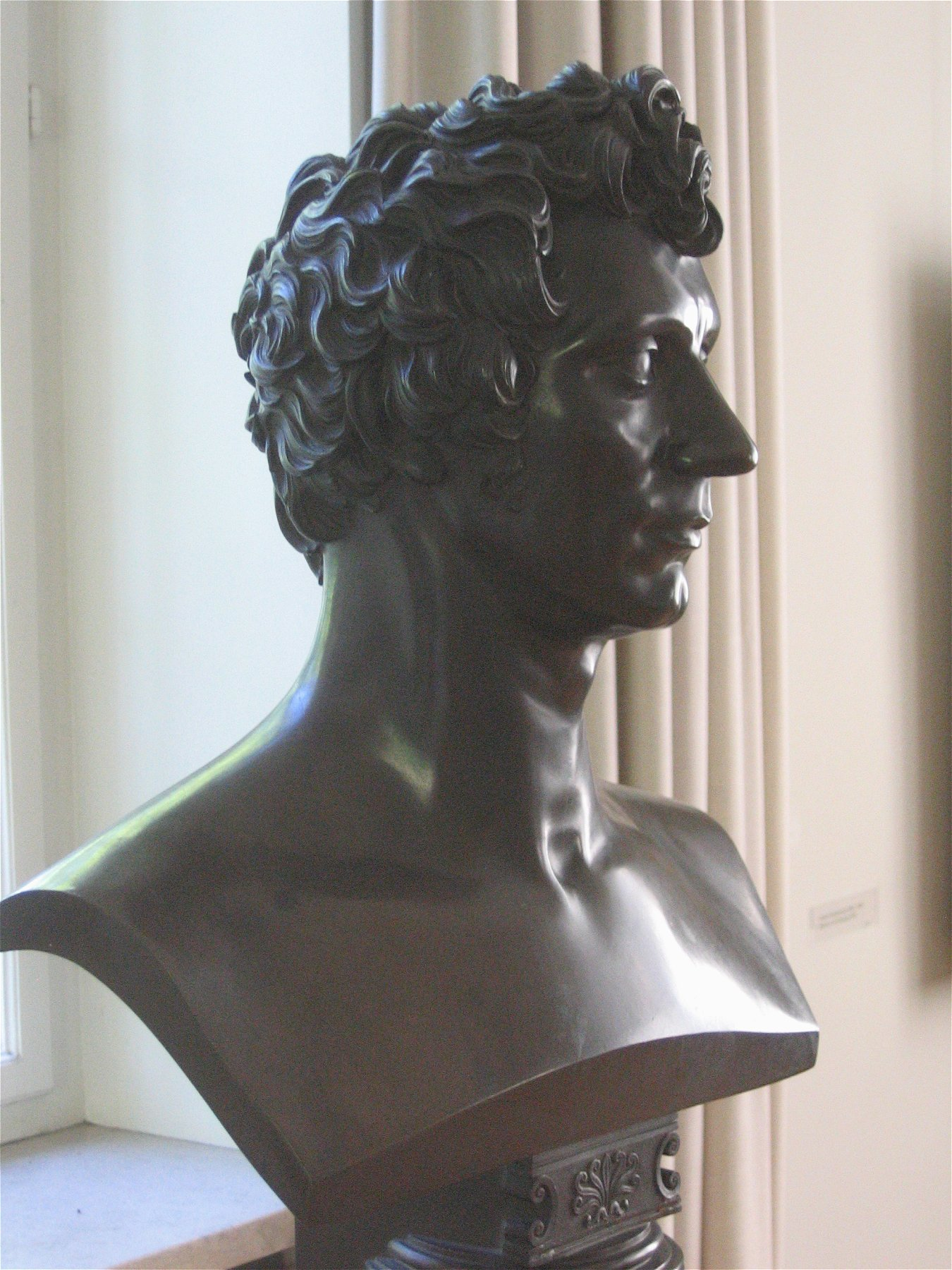
Portraitbüste Leo von Klenze (Ludwig Wilhelm Wichmann, 1831)

Klenzestraße, Ludwigsvorstadt-Isarvorstadt
(1830) Leo von Klenze (1784–1864), Architekt und Ehrenbürger der Stadt München
Kleselstraße, Allach-Untermenzing
(1947) Melchior Klesel (Khles; 1552–1630), Bischof von Wien
Klessingweg, Allach-Untermenzing
(1962) Hanns Klessing (1870–1953), Gründungsmitglied des Isartalvereins
Kletterrosenweg, Hasenbergl
(1956) Kletterrosen, Rosenart
Kletzengasse,
(1876)
Kletzenstraße,
(1876)
(1918) nun Lotzbeckstraße
Klingerstraße, Mittersendling
(1957)
Friedrich Maximilian von Klinger (1752–1831), Schriftsteller
Max Klinger (1857–1920), Maler, Radierer und Bildhauer
Klingsorstraße, Englschalking
(1933) Klingsor, Zauberergestalt der mittelhochdeutschen Literatur
Klingweg, Solln
(1980) Otto Kling (1883–1973), Maler
Klobensteiner Straße, Giesing
(1934) Klobenstein, Hauptort der Gemeinde Ritten in Südtirol
Klötzengässchen,
(1835)
Klopstockstraße, Schwabing-West
(1963) Friedrich Gottlieb Klopstock (1724–1803), Dichter
Klosestraße, Englschalking
(1952) Friedrich Klose (1862–1942), Schweizer Komponist
Kloster-Dießnergäßl,
1734 → Mazaristraße
Klosterhofstraße, Altstadt
(1957) Klosterhof des Klosters Tegernsee
Kloster-Innichen-Straße, Waldtrudering
(1958) Kloster Innichen im Pustertal, Südtirol (Italien)
Kloster-Seeon-Straße, Forstenried
(1959) Kloster Seeon, ehemaliges Kloster am Chiemsee
Klothildenstraße, Waldtrudering
(1952) Klothilde, althochdeutscher weiblicher Vorname
Klotzstraße,
(1918) 19. Stadtbezirk
Klugstraße, Neuhausen
(vor 1891) Ludwig Peter von Klug (1838–1913), Geheimrat
Knablstraße,
(1918) 29. Stadtbezirk
Knappertsbuschstraße, Englschalking
(1965) Hans Knappertsbusch (1888–1965), Leiter der Bayerischen Staatsoper (1922–1935) und Richard-Wagner-Spezialist
Kneippstraße, Neuperlach
(1977) Sebastian Kneipp (1821–1897), Pfarrer und Naturheilkundiger
Kniggestraße, Waldperlach
(1930) Adolph Franz Friedrich Freiherr von Knigge (1752–1796), Schriftsteller
Knöbelgasse,
(1835)
Knöbelstraße, Lehel
(um 1800) Knöbel, Gelehrten- und Beamtenfamilie
Knödelgasse,
(1835)→Hartmannstraße
Knollerstraße, Schwabing-Freimann
(1894) Martin Knoller (1725–1804), österreichischer Maler
Knöpflerstraße, Forstenried
(1959) Alois Knöpfler (1847–1921), Theologe und Hochschulprofessor
Knorrstraße, Am Hart
(1913) Knorr, Münchner Bürgerfamilie, u. a. Ludwig Knorr
Knospenstraße, Feldmoching
(1938) Blütenknospen
Knotestraße, Solln
(1954) Heinrich Knote (1870–1953), Münchner Sänger
Kobellstraße, Ludwigsvorstadt
(1887) Franz Ritter von Kobell (1803–1882), deutscher Mineraloge und Schriftsteller
Koblenzer Straße, Moosach
(1971) Koblenz, Stadt am Rhein
Koboldstraße, Waldperlach
(1930) Kobold, Haus- oder Naturgeist
Kochelseestraße, Sendling
(1972) Kochelsee in Oberbayern
Kochgässchen,
(1835)
Kochstraße,
(1876)
(1918) 13. Stadtbezirk
heute: Robert-Koch-Straße
Köferinger Straße, Aubing
(1947) Köfering, Gemeinde im Landkreis Regensburg
Köglspergerweg, Westpark
(1955)
Philipp Köglsperger (1673–1730), Baumeister
und dessen Sohn Philipp Jakob Köglsperger (1707–?), Baumeister
Kohlbrennerstraße, Daglfing
(1930) Johann Franz Seraph Kohlbrenner (1728–1783), Publizist und Aufklärer
Kohleninsel,
(1918) nun Museumsinsel
Kohlgässchen,
(1835)
Kohlgruber Straße, Sendling-Westpark
(1924) Bad Kohlgrub, Gemeinde in Oberbayern
Kohlmeisenstraße, Lochhausen
(1947) Kohlmeise, Vogelart
Kohlrauschstraße, Alte Heide
(1925) Rudolf Hermann Arndt Kohlrausch (1809–1858), Physiker
Kohlröschenstraße, Feldmoching-Hasenbergl
(1947) Kohlröschen, Blütenpflanze
Kohlsteiner Straße, Aubing
(1947) Kohlstein, Ortsteil von Gößweinstein in Oberfranken
Kohlstrasse,
(1876)→Kohlstraße
Kohlstraße, Isarvorstadt
(vor 1823) Kohl, Gemüse aus den früher hier gelegenen Gärtnereien
Kolbergerstraße, Herzogpark
(1906) Wolfgang Kolberger (um 1445 – nach 1518), Kanzler und zeitweise Statthalter Herzog Georgs von Bayern-Landshut
Kölblstraße, Ramersdorf
(1908) Joseph Kölbl (1828–1906), Privatier und wohltätiger Stifter
Kolehmainenweg, Milbertshofen-Am Hart
(1971) Johannes Petteri Kolehmainen (1889–1966), finnischer Leichtathlet
Kollwitzstraße, Am Hart
(1947) Käthe Kollwitz (1867–1945), Grafikerin und Bildhauerin
Kölnerplatz,
(1918) 27. Stadtbezirk
Kölner Platz, Schwabing-West
(1906) Köln, Stadt am Rhein
Kölnerstraße,
(1918) 27. Stadtbezirk
Kolosseumstraße, Isarvorstadt
(um 1875) Kolosseum, ein 1872 in dieser Straße eröffnetes Lokal, existierte bis 1958
Kolumbusplatz, Au
(1916) Christoph Kolumbus (1451–1506), Seefahrer, Entdecker Amerikas
Kolumbusstraße, Au
(1893) siehe vorstehend
Königbauerstraße, Nymphenburg
(1945) Heinrich Königbauer (1876–1929), Politiker, Münchner Stadtrat und bayerischer Landtagsabgeordneter
Königgrätzer Straße, Forstenried
(1978) Königgrätz, Stadt in Böhmen
König-Heinrich-Straße, Bogenhausen
(1933) König Heinrich der Vogler aus der Wagneroper Lohengrin
Königinstraße, Maxvorstadt, Schwabing
(1808) Erinnerung an die 1806 erlangte Königswürde der bayerischen Herrscher
König-Marke-Straße, Schwabing-West
(1935) König Marke, Gestalt aus Tristan und Isolde
Königsberger Straße, Bogenhausen
(1930) Königsberg, Hauptstadt des einstigen Ostpreußens, heute Kaliningrad
Königsdorferstraße,
(1918) 19. Stadtbezirk
Königsdorfer Straße, Sendling
(um 1913) Königsdorf, Gemeinde in Oberbayern
Königsplatz, Maxvorstadt
(1808) Erinnerung an die 1806 erlangte Königswürde der bayerischen Herrscher
Königsseestraße, Waldtrudering
(1949) Königssee, Alpensee in Oberbayern
Königsteinstraße, Milbertshofen
(1925) Königstein, Stadt in Hessen
Königstraße,
(1873)
Königswarterstraße, Giesing
(1900) Wilhelm Simon Königswarter, Privatier, Schöpfer bedeutender Stiftungen
Königswieser Straße, Fürstenried
(1921) Königswiesen, Ortsteil der Gemeinde Gauting bei München
Konitzer Straße, Englschalking
(1930) Konitz, Stadt im ehemaligen Westpreußen, heute polnisch
Konrad-Beyerle-Straße, Allach-Untermenzing
(1947) Konrad Beyerle (1872–1933), Rechtshistoriker und Professor an der Universität München
Konrad-Celtis-Straße, Sendling-Westpark
(1956) Conrad Celtis (1459–1508), Humanist
Konrad-Dreher-Straße, Kleinhadern
(1953) Konrad Dreher (1859–1944), deutscher Film- und Theaterschauspieler, Gesangs- und Charakterkomiker
Konradinstraße, Untergiesing
(1899) Konradin (1252–1268), letzter Erbe der Staufer und König von Sizilien
Konrad-Michl-Weg, Alt-Aubing
(1983) Konrad Michl (1901–1979), Münchner Stifter
Konrad-Peutinger-Straße, Sendling-Westpark
(1907) Konrad Peutinger (1465–1547), Humanist
Konradstraße, Schwabing-West
(1897) Prinz Konrad von Bayern (1883–1969)
Konrad-Witz-Straße, Solln
(1945) Konrad Witz (um 1400–1445), Maler und Bildhauer. Zuvor hieß sie Graf-Konrad-Straße (Dietrich-Eckart-Straße?)
Konrad-Zuse-Platz, Riem
(1999) Konrad Zuse (1910–1995), Bauingenieur und Erfinder, Vater des Computers
Konstanze-Vernon-Straße, Alt-Aubing
(2014) Konstanze Vernon (1939–2013), Primaballerina
Konstanzer Straße, Milbertshofen
(1925) Konstanz, Stadt am Bodensee
Kopenhagenstraße, Riem
(2011) Kopenhagen, Hauptstadt Dänemarks
Kopernikusstraße, Bogenhausen
(1902) Nikolaus Kopernikus (1473–1543), Astronom
Kopischstraße, Ramersdorf
(1925) August Kopisch (1799–1853), Maler und Schriftsteller
Koppstraße, Thalkirchen
(1957)
Paulus Kopp (um 1640–1698), Glockengießer
Karl Kopp (1855–1912), Arzt
Martin Kopp (1876–1952), Filmproduzent
Korbinian-Beer-Straße, Allach
(1952) Korbinian Beer (1870–1951), Gemeinderat in Untermenzing
Korbinianplatz, Milbertshofen
(1925) hl. Korbinian, Missionar und erster Bischof von Freising
Korbinianstraße, Milbertshofen
(1925) siehe vorstehend
Korbmacherweg, Lochhausen
(2019) Korbmacher, handwerklicher Produzent und Reparateur von meist aus Weidentrieben geflochtenen Körben
Korfiz-Holm-Straße, Obermenzing
(1947) Korfiz Holm (1872–1942), Schriftsteller und Verleger
Korianderweg, Neuhadern
(1966) Koriander, Gewürzpflanze
Kormoranweg, Waldtrudering
(1971) Kormoran, Vogelart
Kornbergerweg, Obermenzing
(1964) Kornberger, Müllerfamilie in Obermenzing
Kornblumenweg, Harlaching
(1935) Kornblume, Blütenpflanze aus der Gattung der Korbblütler
Körnerstraße, Isarvorstadt
(1888) Karl Theodor Körner (1791–1813), Schriftsteller
Kornwegerstraße, Hadern
(1947) Kornweger, alte Berufsbezeichnung
Kosegartenplatz, Waldperlach
(1930) Ludwig Gotthard Kosegarten (1758–1818), Schriftsteller und Theologe
Kössener Straße, Mittersendling
(1926) Kössen, Stadt in Tirol
Kostthor, am,
(1876)
Kosttor, am
(1918) 1. Stadtbezirk
Kothieringerstraße, Waldtrudering
(1954) Anton Kothieringer (1888–1944), Geistlicher Rat
Kraelerstraße, Sendling
(1899) Kraeler, Münchner Patriziergeschlecht
Kräheneckstraße, Alt-Aubing
(1947) Burg Kräheneck in Baden-Württemberg
Krähenweg, Aubing-Lochhausen-Langwied
(1955) Krähe, Vogelart
Krämerstrasse,
(1876)
Kraepelinstraße, Schwabing-West
(1927) Emil Kraepelin (1856–1926), Psychiater und Professor an der Universität München
Kraiburger Straße, Berg am Laim
(1922) Kraiburg, Marktgemeinde am Inn
Kraillinger Weg, Pasing
(1978) Krailling, Gemeinde südlich von München
Kramergaßl, Moosach
(2007) Gasse, in der der Kaufmann Michael Faust Mitte des 19. Jahrhunderts eine Krämerei betrieb
Kranichweg, Waldtrudering
(1933) Kraniche, Vogelart
Krankenhausgasse,
(1835)
Krankenhausstrasse,
(1876)
Kranzhornstraße, Berg am Laim
(1920) Kranzhorn, Berggipfel auf der deutsch-österreichischen Grenze
Kratzerstraße, Neuhausen
(1902) Franz Paul Kratzer (1825–1900), letzter Bürgermeister der Gemeinde Nymphenburg vor deren Eingemeindung nach München
Krauss-Maffei-Straße, Allach-Untermenzing
(1938) Krauss-Maffei, Maschinenbauunternehmen
Krausstraße, Daglfing
(1955) Wilhelm Kraus (1880–1952), Züchter von Trabrennpferden
Krautackerweg, Feldmoching
(1994) Krautäcker in der Umgebung
Krautgartenweg, Alt-Aubing
(1942) alter Flurname
Krautheimstraße, Allach-Untermenzing
(1953) Gustav Adolf Krautheim (1857–1926), Industrieller in Allach
Krautstraße, obere,
(1918) 28. Stadtbezirk
Krautstraße, untere,
(1918) 28. Stadtbezirk
Krautwieselweg, Freimann
(1950) alter Flurname
Kravogelstraße, Aubing
(1947) Johann Kravogel (1823–1889), Erfinder, Büchsenmacher und Mechaniker
Krayweg, Allach-Untermenzing
(1957) Kray, Münchner Patriziergeschlecht
Kreckestraße, Allach-Untermenzing
(1947) Albert Krecke (1863–1932), Chirurg
Krehlebogen, Perlach
(1975) Heinrich Krehle (1892–1969), Gewerkschafter, Politiker (CSU), Staatssekretär
Kreillerstraße, Berg am Laim, Trudering
(1913) Kreiller, Grundbesitzer und Brauerfamilie aus Haidhausen
Kreittmayrstraße, Maxvorstadt
(1894) Wiguläus Xaverius Aloysius Freiherr von Kreittmayr (1705–1790), bayerischer Rechtswissenschaftler, kurfürstlich bayerischer Wirklicher Geheimer Staatskanzler, Konferenzminister und Oberster Lehenprobst
Krempelhuberplatz, Hasenbergl
(1958) August von Krempelhuber (1813–1882), deutscher Botaniker
Kremplsetzerstraße, Daglfing
(1932) Georg Kremplsetzer (1827–1871), deutscher Komponist und Musiker
Kremser Straße, Pasing
(1955) Krems an der Donau, Stadt in Niederösterreich
Krenklstraße, Daglfing
(1930) Franz Xaver Krenkl (1780–1860), bayerischer Rennstallbesitzer und Pferdehändler
Krennerweg, Solln
(1956) Johann Nepomuk Gottfried von Krenner (1759–1812), Jurist und dessen Bruder Franz von Krenner (1762–1819), Staatsmann
Kreppe, an der,
(1876) östlich von der Praterstraße
Kreppeberg, Thalkirchen
(1951) Kreppe, altes bairisches Wort für eine vom Wasser ausgespülte kleine Schlucht, einen Hohlweg
Kreuzbichlweg, Südgiesing
(1934) alter Flurname
Kreuzdornweg, Neuharlaching
(1958) Kreuzdorn, Strauchart
Kreuzeckstraße, Sendling-Westpark
(1931) Kreuzeck, Berg im Wettersteingebirge
Kreuzerweg, Sendling-Westpark
(1933) Kreuzer, Bezeichnung für kleinere Münzen im süddeutschen Raum, in Österreich und in der Schweiz
Kreuzgasse,
(1835)
Kreuzhofstraße, Forstenried
(1927) Kreuzhof, ein bis 1890 bewirtschafteter Bauernhof
Kreuzjochstraße, Berg am Laim
(1922) Kreuzjoch, Berg im Wettersteingebirge
Kreuzkapellenstraße, Lochhausen
(1947) ehemalige Kreuzkapelle der Pfarrei St. Michael Lochhausen
Kreuzkopfstraße, Gartenstadt Trudering
(1938) Kreuzkopf, Berg in den Ammergauer Alpen
Kreuzplätzchen, Au
(1857) angeblich früher Standplatz eines zu Ehren des heiligen Kreuzes geweihten Kirchleins
Kreuzschnabelweg, Am Hart
(1945) Kreuzschnabel, Vogelgattung aus der Familie der Finken
Kreuzstrasse,
(1876) →Kreuzstraße
Kreuzstraße, Altstadt
(vor 1781) auf dem Kreuz bezeichnete die Kreuzung von Josephspital-/Brunnstraße mit Damenstift-/Kreuzstraße
Kriechbaumhof,
(1876) nordwestlich von der Wolfgangstraße
Kriegelsteinerstraße, Forstenried
(1952) Franz Xaver Kriegelsteiner (1861–1950), Schulleiter in Forstenried
Kriegerheimstraße, Großhadern
(1947) Krieger(wald)heim, gegründet vom Krieger- und Veteranenverein, heute Gaststätte
Kriegersiedlung, Mittersendling
(1928) Kriegersiedlung, Wohnanlage für Versehrte des Ersten Weltkriegs
Kriegerstraße, Harlaching
(1910) Max Krieger (1842–1904), Mehlhändler und Magistratsrat in München
Kriemhildenstraße, Nymphenburg
(1900) Kriemhild, Hauptfigur des mittelhochdeutschen Nibelungenliedes
Kristallstraße, Ludwigsfeld
(1952) Kristall, Festkörper, dessen Bausteine regelmäßig in einer Struktur angeordnet sind
Krögelsteiner Straße, Neuaubing
(1947) Burgruine Krögelstein im Landkreis Bayreuth
Krokusstraße, Blumenau
(1938) Krokus, Blütenpflanze
Kronacher Straße, Südgiesing
(1931) Kronach, Stadt in Oberfranken
Kronenweg, Kirchtrudering
(1957) Krone, Münze
Kronstadter Straße, Englschalking
(1927) Kronstadt, Stadt in Siebenbürgen (Rumänien)
Kronwinkler Straße, Alt-Aubing
(1947) Kronwinkl, Ortsteil der Gemeinde Eching im niederbayerischen Landkreis Landshut
Krottenkopfstraße, Sendling-Westpark
(1925) Krottenkopf, Berg im Landkreis Garmisch-Partenkirchen
Krottenmühlstraße, Ramersdorf
(1945) Krottenmühl, Ort am Nordufer des Simssees
Kruckenburgstraße, Neuhadern
(1947) Kru(c)kenburg in Hessen
Krumbacherstraße, Schwabing-West
(1912) Karl Krumbacher (1856–1909), deutscher Byzantinist und Neogräzist
Krumbadstraße, Berg am Laim
(1925) Krumbad, Heilbad im schwäbischen Krumbach
Krumenauerstraße, Am Hart
(1957) Hans (1350–1410) und Stephan Krumenauer (1400–1461), Baumeister
Krumpenhofweg, Nymphenburg
(2007) Krumpenhof, Hausname eines Bauernhofs
Krumperstraße,
(1918) 18. Stadtbezirk
Krumpterstraße, Untergiesing
(1878) Hans Krumpter (um 1570–1634), deutscher Bildhauer, Stuckateur, Altarbauer, Baumeister
Krüner Platz, Sendling-Westpark
(1922) Krün, Gemeinde im Landkreis Garmisch-Partenkirchen
Krüner Straße, Sendling-Westpark
(1922) siehe vorstehend
Kuchenmeisterstraße, Lochhausen
(1942) Kuchenmeister, altes Bauerngeschlecht
Kuckucksblumenstraße, Lerchenau
(1947) Kuckucksblume, Orchideenart
Küchelbäckergasse
Küchelbäckerstraße, Altstadt
(vor 1781) Küchelbäcker, alte Berufsbezeichnung
Küchelstraße, Neuhadern
(1947) Küchel, altes Münchner Ratsherrengeschlecht (vor 1781)
Kuenstraße, Ramersdorf
(1931) Johannes Kuen (1606–1675), deutscher katholischer Dichter
Küfnerstraße, Johanneskirchen
(1964) Hans Küfner (1871–1935), deutscher Politiker
Kufsteiner Platz, Bogenhausen
(1906) Kufstein, Stadt in Tirol
Kufsteiner Straße, Bogenhausen
(1906) siehe vorstehend
Kuglerberg,
(1876)parallel mit der äußeren Wienerstraße
(1918) 29. Stadtbezirk
Kuglerstraße, Steinhausen
(1899) Kugler, ehemals in der Gegend ansässiger Bauer
Kuglmüllerstraße, Nymphenburg
(1901) Küglmüller, verdienstvoller Bürger Neuhausens
Kugystraße, Hasenbergl
(1960) Julius Kugy (1858–1944), Bergsteiger und Schriftsteller
Kühbachstraße, Untergiesing
(1877) Kühbächle, ehemaliger Stadtbach
Kuhfluchtstraße, Sendling-Westpark
(1936) Schlucht der Kuhfluchtwasserfälle bei Farchant
Kühgäßchen,
(1873)
Kühlenfelser Straße, Aubing
(1947) Kühlenfels, Ortsteil von Pottenstein in Oberfranken
Kulmbacher Platz, Südgiesing
(1931)t Kulmbach, Stadt in Oberfranken
Kulmer Straße, Englschalking
(1930) Kulm, Stadt in Westpreußen, heute polnisch Chełmno
Kulturheimstraße, Schwabing-Freimann
(1932) alte Landschaftsbezeichnung
Kundrieweg, Bogenhausen
(2001) Kundrie, Gestalt aus Wolfram von Eschenbachs Parzival
Kunigundenstraße, Schwabing-Freimann
(1897) Kunigunde von Österreich (1465–1520), Herzogin von Bayern
Kunihohstraße, Daglfing
(1930) Kunihoh, in Daglfing geborener Bischof
Kunreuthstraße, Aubing
(1966) Kunreuth, Gemeinde in Oberfranken
Kunstmannstraße, Obermenzing
(1947) Friedrich Kunstmann (1811–1867), deutscher Theologe
Kuntersweg, Giesing
(1934) Kuntersweg, alte Bezeichnung eines Teilstückes der Straße über den Brennerpass
Kunzweg, Pasing-Obermenzing
(1956)
Konrad Max Kunz (1812–1875), Chordirektor, Komponist der Bayernhymne
Konrad Sachs, genannt Meister Kunz, Maler
Kupferhammerstraße, Untergiesing
(1867) ein ehemaliger Bewohner der Straße arbeitete im Kupferhammerwerk an der Isar
Kupfferstraße, Allach-Untermenzing
(1947) Karl Wilhelm von Kupffer (1829–1902), Anatom und Hochschullehrer
Kuppelfeldstraße, Feldmoching
(1956) alter Flurname
Kurbelwiesgasse, Schwabing-Freimann
(1950) alter Flurname
Kurfürstenplatz, Schwabing-West
(1915) Kurfürst Max Emanuel II. von Bayern (1678–1726)
Kurfürstenstraße, Maxvorstadt, Schwabing-West
(1915) siehe vorstehend
Kürnbergstraße, Mittersendling
(1950) Der von Kürenberg, Ritter und Minnesänger im Mittelalter
Kurparkstraße, Neuhadern
(1938) Kurpark der ehemaligen Nervenheilanstalt
Kurt-Eisner-Straße, Neuperlach
(1969) Kurt Eisner (1867–1919), Schriftsteller, Journalist und Politiker
Kurt-Floericke-Straße, Lochhausen
(1956) Kurt Floericke (1869–1934), deutscher Naturwissenschaftler und Ornithologe
Kurt-Haertel-Passage, Ludwigsvorstadt
(2003) Kurt Haertel (1910–2000), Jurist und Patentanwalt, 1963–1975 Präsident des Deutschen Patentamts
Kurt-Hasse-Weg, Alt-Riem (Privatstraße)
(1972) Kurt Hasse (1907–1944), Springreiter
Kurt-Landauer-Weg, Freimann
(2005) Kurt Landauer (1884–1961), Präsident des FC Bayern München von 1919 bis 1933 und von 1947 bis 1951
Kurt-Neubauer-Straße, Solln
benannt nach dem Teilnehmer am Hitlerputsch Kurt Neubauer. 1945 umbenannt in Echterstraße.
Kurt-Stieler-Weg, Neuperlach
(1981) Kurt Stieler (1877–1963), Schauspieler und Regisseur
Kurt-Weill-Weg, Schwabing-Freimann
(1985) Kurt Weill (1900–1950), Komponist
Kurwenalstraße, Schwabing-Freimann
(1914) Kurwenal, Gestalt aus der Dichtung Tristan und Isolde
Kurzbauerstraße, Solln
(1947) Eduard Kurzbauer (1840–1879), österreichischer Maler. Zuvor hieß sie Schloßbauernstraße.
Kurzhuberstraße, Straßtrudering
(1959) alter Hausname
Kurzmannweg, Bogenhausen
(1958) Siegfried Kurzmann (1877–1955), Erbauer der Mittleren Isar-Kraftwerke
Kurzstraße, Harlaching
(1915) Johann Nepomok von Kurz (1783–1865), gründete und leitete in München eine Anstalt für behinderte Kinder (aktuell: Bayerische Landesschule für Körperbehinderte)
Kusocinskidamm, Milbertshofen-Am Hart
(1971) Janusz Kusociński (1907–1940), polnischer Sportler
Küstnerstraße, Daglfing
(1932) Karl Theodor von Küstner (1784–1864), Theaterleiter
Kuttnerstraße, Hasenbergl
(1957) Karl Kuttner (1813–1916), Original aus Feldmoching
Kyffhäuserstraße,
(1918) 29. Stadtbezirk
Kyreinstraße, Sendling
(1906) Johann (Hans) Christoph Kyrein, einer von vier Tölzer Bürgermeistern, die 1705 die Bürger von Bad Tölz unter Androhung des Verlustes der Bürgerrechte zum bewaffneten Widerstand pressten, worauf sich 600 Mann, größtenteils Tölzer Schützen, darunter 150 Reiter, meldeten. Fast alle ließen in der Mordweihnacht ihr Leben.